# Amas de la Vierge
Pour les articles homonymes, voir Vierge et Virgo.
L'amas de la Vierge est un grand amas de galaxies situé à une distance de 15 à 22 Mpc (∼48,9 à 71,8 millions d'al).
Il fut découvert par Charles Messier en 1781, qui cartographia un grand nombre de ses galaxies les plus importantes, notamment la galaxie géante M87.
Cet amas est au centre du superamas de la Vierge, dont fait partie le Groupe local et a fortiori la Voie lactée.
Il est situé dans la constellation de la Vierge et son diamètre angulaire est d'environ 8 degrés. Il comporte approximativement entre 1 300 et 2 000 galaxies, dont beaucoup sont visibles avec un petit télescope. La distance précise nous séparant de l'amas est mal connue ; les meilleures estimations actuelles, basées sur les céphéides en utilisant le télescope spatial Hubble, donnent une distance moyenne d'environ 20 mégaparsecs (65 millions d'années-lumière).
L'amas est un agrégat irrégulier d'au moins trois sous-amas centrés sur les galaxies M87, M86 et M49.
Le plus important est celui centré sur M87, avec une masse approximative de 1014 masses solaires, ce qui est environ un ordre de grandeur plus élevé que les deux autres.
L'amas est un mélange hétérogène de galaxies spirales et elliptiques. Actuellement, les scientifiques supposent que les galaxies spirales sont distribuées en un filament allongé, environ quatre fois plus long que large, et qui s'étend depuis la Voie Lactée, notre galaxie, jusqu'au nuage W. La constellation comporte aussi la galaxie M104, longtemps considérée comme une galaxie spirale, que le télescope spatial Spitzer révéla être en fait une elliptique géante.
Les galaxies suivantes se trouvent dans l'Amas de la Vierge :
M49, M58, M59, M60, M61, M84, M85, M86, M87, M88, M89, M90, M91, M98, M99, et M100.

## Structure

### Groupes
Depuis 2004, on sait que l'amas est un agrégat d'au moins trois sous-amas distincts : Virgo A, centré sur la galaxie elliptique supergéante de Messier 87, un second centré sur la galaxie elliptique de Messier 86, et Virgo B, centré sur Messier 49, avec certains auteurs incluant un sous-amas Virgo C, centré sur la galaxie Messier 60 comme ainsi qu'un sous-groupe de nuages de poussière interstellaire, centré sur la grande galaxie spirale NGC 4216.
De tous les sous-groupes, Virgo A, formé par un mélange de galaxies spirales, elliptiques, et lenticulaires qui sont (généralement) pauvres en gaz, est le groupe dominant, avec une masse d'environ 1014 M☉, soit environ un ordre de grandeur de plus que les deux autres sous-groupes.

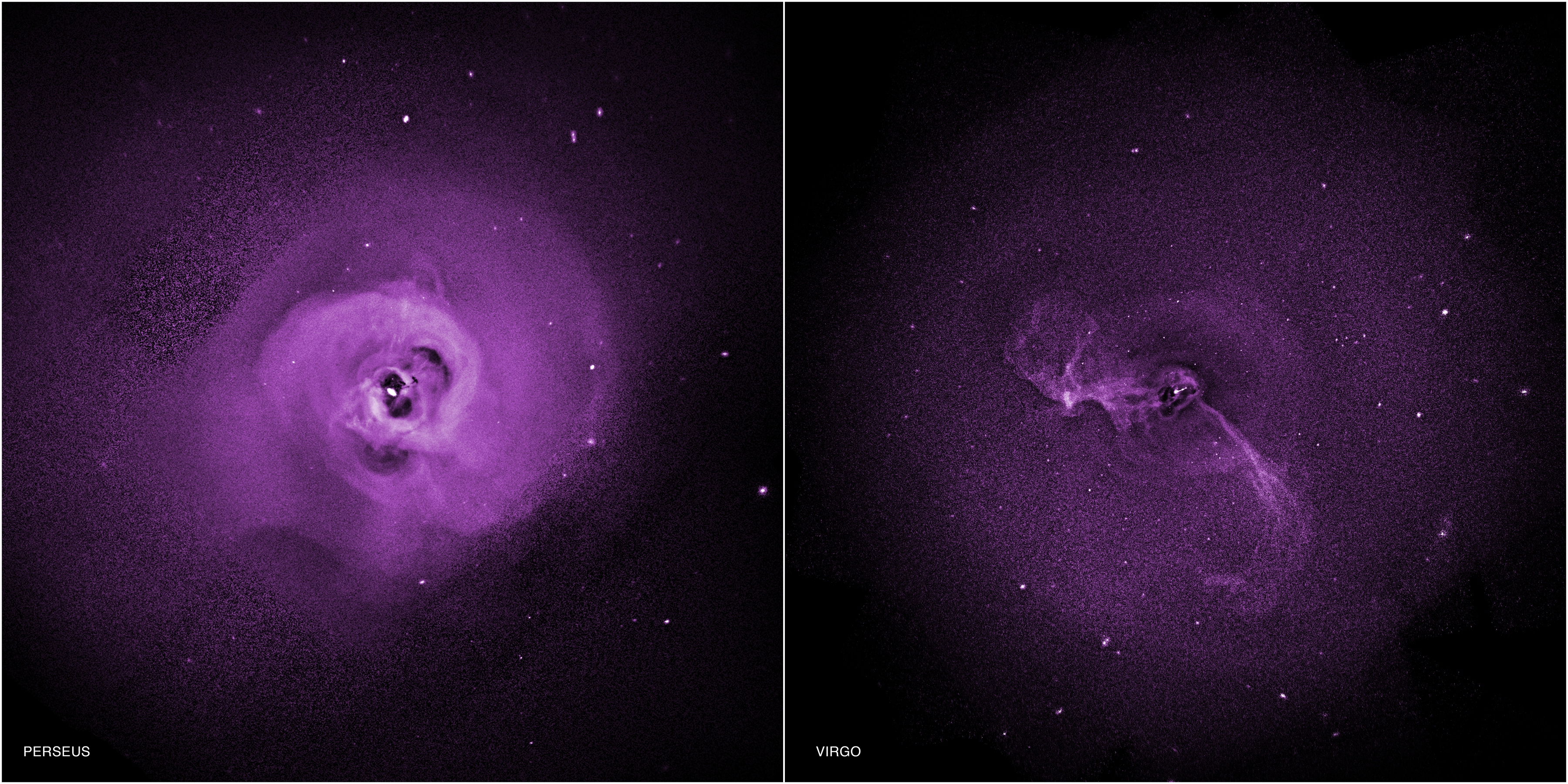
Vue en rayons X de l'émission X intra-amas de la Vierge et de Persée.

D'après des observations faites en rayon X par le télescope spatial Chandra, les trois sous-groupes sont en train de fusionner pour former un seul amas plus grand, et ils sont entourés d'autres nuages de galaxies plus petits, principalement composés de galaxies spirales, connues sous le nom du nuage N, du nuage S et de Virgo E, qui sont tous en train de se rapprocher du centre de l'amas. Il existe également d'autres galaxies et groupes de galaxies plus isolés (comme le nuage de galaxies Coma I) qui sont également attirés par la gravité de la Vierge pour fusionner avec elle à l'avenir. Cela suggère fortement que l'amas de la Vierge est un amas plus ou moins jeune qui est encore en train de se former. Deux autres agrégations proches connues sous le nom du nuage M, du nuage W et du nuage W' semblent être des systèmes d'arrière-plan indépendants du cluster principal.
La grande masse de l'amas est indiquée par les vitesses particulièrement élevées de plusieurs de ses galaxies, parfois aussi élevées que 1 600 km/s-1 par rapport au centre de l'amas. L'amas de la Vierge se trouve dans le superamas de la Vierge et son effet gravitationnel ralentit les galaxies voisines. La grande masse de l'amas a pour effet de ralentir la décroissance du Groupe Local de ce dernier d'environ dix pour cent. Les gaz moléculaires de l'amas de la Vierge ont été décapés à la suite de l'action de la pression dynamique intra-amas, ce qui empêche les galaxies voisines de donner naissance à de nouvelles étoiles.

### Milieu intra-amas
Comme pour de nombreux autres amas de galaxies riches, le milieu intra-amas de la Vierge est rempli d'un plasma chaud et raréfié à des températures d'environ 3 × 107 K, qui émet par conséquent des rayons X. Dans le milieu intra-amas (noté ICM) se trouve un grand nombre d'étoiles intergalactiques, qui ne sont pas situées dans une galaxie (jusqu'à 10 % des étoiles de l'amas), y compris certaines nébuleuses planétaires isolées de toutes galaxies. Il est théorisé que ceux-ci ont été expulsés de leurs galaxies d'origine par des interactions avec d'autres galaxies. L'ICM contient également des amas globulaires (voir ci-dessous), éventuellement dépouillés de galaxies naines, et même au moins une région de formation d'étoiles.
Le milieu intra-amas connait également un processus de refroidissement de son gaz. Des observations approfondies montrent que ce processus est inégal et qu'il évolue différemment à certains endroits. La conduction thermique a été suggérée comme un mécanisme possible par lequel une énergie est fournie aux régions centrales pour équilibrer l'effet du refroidissement. En effet, grâce à des observations en infrarouge lointain du télescope spatial Spitzer, il a pu être démontré que la conductivité thermique peut augmenter le temps de refroidissement radiatif du milieu intra-amas, d'un facteur d'environ 3,6. Cependant, aucune valeur physiquement significative de la conductivité thermique n'a pu retarder le processus de refroidissement (caractérisée par une augmentation rapide de la densité centrale) pendant plus d'une fraction du temps de Hubble ni expliquer l'absence d'un fort flux de refroidissement.
Le milieu intra-amas est une région très riche en fer. En combinant les modèles de formation des galaxies elliptiques avec la distribution de luminosité observée des galaxies, O. Tadashi et al. montrent qu'il est possible d'expliquer cette abondance par l'éjection de fer par des galaxies membres de l'amas. On constate également que la distribution du fer est similaire à la distribution de luminosité des galaxies de type précoce, alors qu'elle est assez différente de celle des galaxies de type tardif. Ces résultats soutiennent fortement l'enrichissement en fer du milieu intra-amas par le vent galactique des galaxies de type précoce, causé par une formation active d'étoiles dans une phase précoce. D'autre part, la masse totale de gaz fournie par ces modèles est inférieure à la masse totale du gaz dans l'amas de la Vierge d'environ un ordre de grandeur.
Le milieu intra-amas est également un lieu de formation d'étoiles. Un certain nombre de régions HII compactes isolées ont été découvertes dans le milieu intra-amas sur des images combinées en raie d'émission. La présence de régions HII dans un milieu intra-amas est un signe de formation d'étoiles active dans celui-ci. En particulier, une source ponctuelle a été confirmée par spectroscopie comme étant une région HII ; cet objet est propulsé par une petite explosion d'étoiles d'une masse estimée à 400 M☉ et d'un âge de 3 millions d'années, ce qui constitue la preuve la plus concrète d'une formation d'étoiles encore active dans le milieu intra-amas. L'objet est situé dans le halo extérieur diffus de NGC 4388, une région probablement située dans le milieu intra-amas. Il existe plusieurs autres sources d'émission en hydrogène [HII] située nord-est de NGC 4388, qui peuvent être des régions HII, dont la formation d'étoiles a pu être déclenchée par le jet astrophysique du noyau actif de la galaxie. La formation d'étoiles peut donc avoir lieu bien en dehors des principales régions de formation d'étoiles des galaxies. L'origine du gaz de ces régions est cependant un débat.

#### Absorption de Lyman-a
Lors de la première étude de la distribution des gaz chauds (avec des températures effectives d'environ 104 à 5 K), une population de quasars, notamment des absorbeurs de Lyman-a, fut trouvée dans l'arrière plan de l'amas de la Vierge. Ils sont 43 au total et ils semblent tous avoir une interaction avec les gaz intra-amas de la Vierge.
Grâce à la présence de ceux-ci, on peut en déduire les caractéristiques des halos de gaz dans les amas via l'étude de leur spectre. Via spectroscopie, il a été observé que le gaz chaud est majoritairement contenu à la périphérie de l'amas. De plus, la force d'absorption de la raie d'émission Lyman-a augmente, et permet de montrer que la région de gaz intra-amas est très dense, puisque les raies de Lyman-a sont fortes, et aussi que le gaz chaud forme un mélange homogène avec du gaz froid émettant dans la raie d'émission HI. Il est théorisé que ce gaz soit une source d'alimentation en masse pour les galaxies de l'amas, et qu'il puisse produire un décapage de la matière, via la pression dynamique intra-amas, sur les moins massives d'entre elles.

### Filament
Il est maintenant bien établi que les galaxies ont des morphologies, des teneurs en gaz et des taux de formation d'étoiles différents dans des environnements denses comme les amas de galaxies. L'impact de la densité environnementale s'étend à plusieurs rayons du viriel, et les galaxies semblent se regrouper en filaments et en groupes avant de tomber dans le centre de l'amas.
Grâce au télescope de 30 mètres de l'IRAM, plus de 245 galaxies, situées dans les filaments autour de l'amas de la Vierge, ont pu être détectées et caractérisées, avec une observation dans la raie à 21 cm. Le télescope de Nançay fut également utilisé à cette tache. L'observation de l'IRAM conclut que les filaments s'étendent jusqu'à plusieurs rayons viriels à partir du centre de l'amas et s'étendent sur environ 30 Mpc (∼97,8 millions d'al) de long (Kim et al. 2016).
Le télescope de 30 mètres met en évidence l'importance des filaments cosmiques dans la modification des propriétés des galaxies. En effet, l'environnement spécifique dans lequel se trouvent les galaxies (champ, filaments, amas) agit comme le moteur principal de leur transformation. La densité locale de la toile cosmique, la distance aux épines des filaments et la distance au centre de l'amas, dans cet ordre, sont des paramètres secondaires, mais des dépendances importantes des propriétés des galaxies sur ces paramètres environnementaux sont néanmoins trouvées. Bon nombre des carences en gaz et des changements dans la composition morphologique de la population de galaxies qui sont classiquement attribués aux amas de galaxies sont déjà avancés dans les environnements de densité moyenne associés aux filaments. Certaines des propriétés des amas de galaxies peuvent donc être acquises dans les amas eux-mêmes, le reste étant la conséquence de la chute des galaxies à filaments sur les noyaux des amas.
En 2012, S. W. Allen et al. publient une étude dans laquelle ils présentent les résultats de plusieurs observations des filaments. En premier plan, des nébuleuses émettant fortement dans les raies d'émissions de gaz ionisés, situées au sud-est du noyau de M87, la galaxie dominante centrale de l'amas de la Vierge, ont été observées en grand nombre. Notamment, celles-ci émettent fortement dans l'infrarouge lointain dans la raie d'émission du carbone sous sa forme [CII]. L'émission de la raie infrarouge est étendue et coïncide avec les raies d'émissions de l'hydrogène alpha, de l'azote sous sa frome [NII], et de la raie d'émission dans l'ultraviolet lointain du carbone [CIV] qui sont toutes alignées avec l'émission de rayons X mous qui peut être observée dans la région. Les nébuleuses filamenteuses contiennent évidemment un matériau hétérogène, couvrant une plage de température d'au moins 5 ordres de grandeur de (100 à ~107 K). Ce matériau a très probablement été excité par un noyau actif à proximité, probablement celui de Messier 87. La pression thermique de ce matériau semble être significativement inférieure à celle du milieu intra-amas chaud environnant, indiquant la présence d'une pression turbulente et magnétique supplémentaire dans les filaments. Si la turbulence dans les filaments est subsonique, l'intensité du champ magnétique est nécessaire pour équilibrer la pression du milieu intra-amas, environnant les 30 à 70 µG.
Les propriétés spectrales de l'émission de rayons X mous des filaments indiquent qu'elle est due au plasma thermique (dont la température effective avoisine les 0,5 à 1 keV), qui se refroidit en se mélangeant avec le gaz froid. L'échange de charges peut être exclu comme source importante de rayons X mous. Les scénarios de refroidissement et de mélange prédisent le gaz avec une plage de températures. Ceci est à première vue incompatible avec le manque apparent de gaz émetteur de rayons X mous. Cependant, l'émission manquante de rayons X mous pourrait être absorbée par le gaz froid dans les filaments avec une très forte densité (1,6 × 1021 cm−2), fournissant une explication naturelle à l'absence d'émission de rayons X mous.

#### Formation d'étoiles
Le résultat de l'observation est que, dans l'amas de la Vierge se situe une nette diminution dans le nombre de galaxies à formation d'étoiles au fur et à mesure que l'on se rapproche du centre, ainsi qu'une augmentation des galaxies dans la phase d'extinction. Il est également observé qu'une proportion croissante de galaxies précoces y est observée autour de l'amas. Tout ceci permet de conclure que les galaxies composant l'amas sont majoritairement âgées (60-80 % d'entre elles), et qu'elles sont dans la phase d'extinction de la formation d'étoiles, mais il existe également une petite proportion (20% ) de galaxies de type précoce, c'est-à-dire que leur formation d'étoiles est plus rapide, par rapport à leur âge, que ce que les théories de formation et d'évolution des galaxies ne laissent entrevoir.
À mesure que la densité environnementale augmente, l'appauvrissement en gaz augmente, car la teneur en gaz diminue plus rapidement que le taux de formation d'étoiles, c'est donc pourquoi les galaxies précoces se situent à l'extérieur des filaments, car si elles étaient dans ces derniers, leur formation d'étoiles se serait déjà terminée par manque de gaz. Cela suggère que l'appauvrissement en gaz précède l'extinction de la formation d'étoiles. Des estimations récentes (Leroy et al. 2019 et Mayya & Romano 2002) trouvent un taux de formation d'étoiles d'environ 0,2 M☉/an-1 via une série d'imageries dans la raie d'émission de l'hα, ce qui est en corrélation avec le processus d'appauvrissement en gaz, même si certaines galaxies présentent un taux exceptionnellement bas de 9 × 10−11 M☉/an-1.

### Morphologies et population
Les différentes observations des filaments, notamment les mesures tirées d'HyperLeda, montrent une grande fraction de galaxies spirales barrées, bien supérieure à celle trouvée pour les galaxies spirales dans d'autres amas, avec la morphologie Sb qui semble être très commune dans cet environnement. Il s'agit sûrement d'un hasard car aucun phénomène ou processus n'est connu pour augmenter de fraction significative le nombre de galaxies Sb dans les amas. Il existe également une grande proportion de galaxies précoces (avec un type >T, au contraire des galaxies tardives T<).
Un certain nombre d'études ont suggéré un lien entre l'arrêt de la formation d'étoiles et la présence de barres dans les galaxies spirales. En effet, les barres favorisent l'afflux de gaz, tandis que les chocs ultérieurs induits par les barres peuvent injecter une énergie turbulente dans les disques galactiques qui stabilise le gaz moléculaire et favorise l'effondrement de celui-ci, même si les galaxies de la Vierge ne montrent pas de différence significative. Il est plutôt admis que les statistiques sont trop limitées pour conclure à un lien.
Une autre morphologie très commune dans l'amas de la Vierge est le type elliptique. Le type elliptique étant le stade final dans l'évolution des galaxies, il est totalement normal qu'il se retrouve dans les amas âgés comme celui de la Vierge. Le type elliptique provient de collisions et d'interactions entre les galaxies, des situations communes au sein des amas de galaxies, et la grande proportion du type elliptique dans l'amas de la Vierge est une caractéristique logique et attendue dans ce genre d'amas.
Une autre fraction de la population de l'amas de la Vierge est un groupe de galaxies à faible brillance de surface (LSB). Les galaxies à faible brillance de surface contribuent à une fraction importante de toutes les galaxies de l'Univers. Les galaxies ultra-diffuses (UDG) forment une sous-classe de LSB qui a beaucoup attiré l'attention ces dernières années (bien que sa définition puisse varier d'une étude à l'autre). Bien que les UDG se trouvent en grand nombre dans les amas de galaxies, leur formation et leur évolution sont encore très débattues.

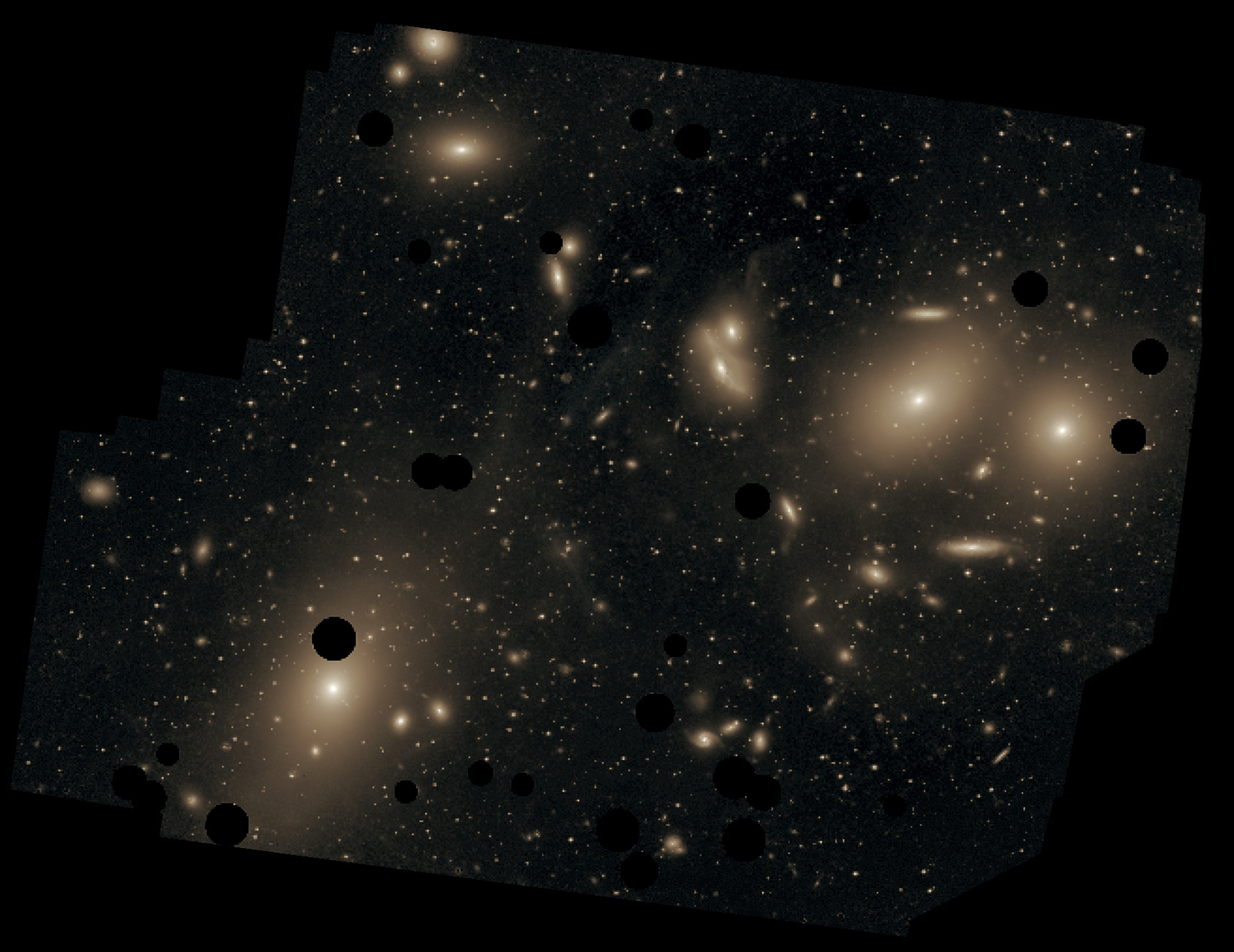
Les différentes morphologies dans l'amas de la Vierge par le Very Large Telescope.

Bien que l'amas de la Vierge se compose principalement de LSB rouges, ce qui est typique dans les environnements de cluster, une équipe scientifique dirigée par A. Boselli a observé des preuves d'une variation de couleur avec la distance centrée sur l'amas. Les galaxies diffuses bleues, porteuses de gaz HI et formant des étoiles se trouvent à de plus grandes distances du centre de l'amas que le reste des galaxies diffuses. La comparaison de plusieurs modèles avec des observations multifréquences suggère que la plupart des galaxies de cette région pourraient avoir subi un fort événement de décapage par pression dynamique (processus similaire aux autres galaxies de l'amas) au cours de leur vie. Cet événement, daté d'environ 1,6 milliard d'années, a entraîné la transformation de galaxies bleues diffuses initialement riches en gaz en galaxies pauvres en gaz et rouges qui forment maintenant la population dominante dans l'amas de la Vierge (même si elles sont toutes quasi-invisibles). Ce phénomène de décapage du gaz dans les environnements denses pourrait être l'un des mécanismes majeurs de la formation du grand nombre d'UDG au repos dans les amas de galaxies, car les autres galaxies, plus massives, rendent ce processus plus lent chez elles.
Plusieurs relevés astronomiques récents ont montré que les UDG sont plus concentrés au centre de l'amas par rapport aux galaxies diffuses, qui sont situées plus en périphérie. Les couleurs optiques de ces galaxies indiquent une population à prédominance rouge (avec de vieilles étoiles brillant dans le rouge et l'orange), ce qui est conforme à ce que l'on trouve généralement dans les grappes de galaxies. Quelques sources subissent également des événements de décapage par pression dynamique, qui permettent de conclure que les galaxies les plus proches du centre ont subi des événements de décapage plus anciens, tandis que celles situées à la périphérie de l'amas ont subi un décapage à des époques beaucoup plus récentes.
Des études antérieures ont conclu qu'aucun mécanisme unique n'est responsable de l'ensemble de la classe UDG, plusieurs processus ayant probablement joué un rôle. Une récente étude (A. Boselli et al. 2008) démontre le rôle potentiel joué par la pression dynamique dans la production d'UDG rouges et d'autres galaxies diffuses à partir de progéniteurs plus riches en gaz et bleus (mais déjà diffus),.

#### Halos de matière noire
Les galaxies ultra-diffuses ont la taille des galaxies géantes, mais avec des luminosités semblables à celles des galaxies naines conventionnelles. En 2016, Michael A. Beasley et al. publient une recherche concernant l'UDG VCC 1287, un objet de l'amas de la Vierge. Sur la base de la dynamique et de la taille de son système d'amas globulaire, cette publication montre que la plupart d'entre eux ont une vitesse radiale moyenne d'environ 1 071+14
−15 km/s-1, ce qui est bien au-delà des valeurs attendues, montrant qu'un objet incident (probablement un halo de matière noire très massif) accélère les amas globulaires via le champ gravitationnel qu'il produit via sa masse.
Dans cette publication, est indiqué qu'une observation de plusieurs amas globulaires, éloignés du centre (distance d'environ 8,1 kpc (∼26 400 al)), a révélé une vitesse radiale de 33km/s+16
−10 km/s-1 , correspondant à une masse incidente de 4,5 ± 2,8 × 109 M☉ et un rapport masse/lumière (M/L) de 106 +126
-54, ce qui rend l'hypothèse d'un halo de matière noire supermassif probable, puisqu'aucun autre type d'objet est capable de produire des rapports M/L aussi bas. À partir de la courbe de masse cumulée, une masse de 8 × 1010 M☉ est obtenue. Il est montré que cette UDG a une valeur M/L aberrante dans les relations de masse des UDG, suggérant une stochasticité extrême dans des halos de formation d'étoiles relativement massifs dans les amas.

#### Galaxies elliptiques naines
En 2010, L. Smith et al. publient un article scientifique dans lequel, au travers de plusieurs séries d'observations du télescope spatial Herschel, ils démontrent la présence d'une émission particulièrement forte de poussière interstellaire venant d'un petit groupe de galaxies elliptiques naines de type précoce. Elles sont toutes situées dans les régions centrales de l'amas de la Vierge et leur émission est comme un moyen alternatif d'identifier le milieu interstellaire dans ces galaxies. L. Smith et al. mettent notamment en avant deux galaxies : IC 3303 et VCC 951, dont les émissions infrarouges dépassent de plusieurs ordres de grandeur celles des autres galaxies riches en poussière.
L'étude étant basée sur l'instrument SPIRE de Herschel, les émissions sont celles situées dans la raie d'émission à 250 µm, correspondant à de la poussière froide. Les deux galaxies émettant fortement, IC 3303 et VCC951, ont des masses de poussière de l'ordre de 105 M☉, dont la température effective est mesurée à environ 20 K (moins de -253 °c). Comme prévu, le taux de détection en infrarouge (moins de 1%) est assez élevé par rapport au taux de détection de 1,7 % pour l'émission HI, étant donné que les galaxies naines situées dans les régions centrales sont plus déficientes en HI à cause du décapage par la pression dynamique.
Les galaxies naines de type précoce (dEs) sont le type morphologique dominant dans les amas de galaxies. Elles étaient à l'origine considérées comme une population plutôt homogène de galaxies naines avec un âge stellaire ancien, aucune caractéristique ressemblant à une formation d'étoiles récente ou en cours, et aucune indication d'un milieu interstellaire dense. Ce point de vue a radicalement changé ces dernières années. Les observations d'imagerie profonde des galaxies précoces ont révélé une morphologie hétérogène. En particulier, la population de morphologie dE peut être subdivisée en sous-classes, puisque plusieurs articles rapportent des preuves de disques, de structure en spirale, de barres, de noyaux actifs ou de formation d'étoiles (Lisker et al. 2006).
La découverte de l'émission de poussière, dans l'amas de la Vierge via l'infrarouge lointain, montre de manière significative que les galaxies elliptiques naines peuvent encore contenir une grande quantité de poussière, un milieu interstellaire dense et une formation d'étoiles modérée. Par ailleurs, ce type de galaxies se fait très rare, puisque les deux galaxies naines les plus marquées dans l'infrarouge lointain, VCC 781 et VCC 781, sont les premières galaxies dans lesquelles une émission de poussière est observée avec certitude, à l'exception des satellites de galaxie d'Andromède, connus sous les désignations astronomiques de NGC 205 (Messier 110) et NGC 185.
En plus des détections indépendantes de gaz atomiques et moléculaires dans les dE, la détection de l'émission de poussière ici confirme l'hypothèse selon laquelle au moins certains dE sont des objets de transition évoluant progressivement du type tardif au type précoce, tout en tombant dans le centre des amas de galaxies. La détection d'un milieu poussiéreux interstellaire dans deux dE est plutôt inattendue, compte tenu de l'efficacité avec laquelle celui-ci est retiré des galaxies naines par la pression dynamique. En 2008, Boselli et al. découvrent que l'élimination du gaz par pression dynamique est extrêmement efficace dans les galaxies naines, avec une diminution de plusieurs ordres de grandeur dans une échelle de temps de 150 millions d'années. En accord avec cette transition morphologique rapide, seul un petit nombre (10-16%) de toutes les galaxies naines présentant des propriétés intermédiaires entre les galaxies stellaires et sphéroïdales sont présentes dans l'amas de la Vierge.
Les galaxies elliptiques naines, avec leurs homologues encore plus petits, les naines sphéroïdales, constituent la population dominante dans l'Univers actuel. Elles semblent également être les plus agrégées, se trouvant exclusivement à proximité immédiate des galaxies géantes, soit en tant que satellites de géantes individuelles, soit en tant que membres d'amas de galaxies. Contrairement aux galaxies elliptiques géantes, elles ont une brillance de surface faible. Étudiées plus en détail, elles montrent une gamme de formes diverses, qui peuvent être décrites par la loi généralisée de Sérsic. Certaines elliptiques naines présentent un centre galactique plus lumineux que le reste des galaxies de ce type ; ce qui leur vaut l'appellation de nucléés et sont notés dE,N dans la classification des galaxies.
Parmi les elliptiques naines les plus brillantes, la fraction nucléée est importante - peut-être proche de 100 % pour les elliptiques naines brillantes dans l'amas de la Vierge, mais la fraction diminue fortement au fur et à mesure que la distance du centre de l'amas de la Vierge augmente. La fonction de luminosité des noyaux eux-mêmes semble avoir un pic, comme celle des amas globulaires, plutôt que d'avoir une augmentation de la loi de puissance vers les faibles luminosités comme les galaxies classiques. La nature et le mécanisme de formation de ces galaxies restent flous et diverses possibilités ont été proposées. Lin & Faber (1983) ont suggéré que les elliptiques naines évoluent à partir de galaxies irrégulières naines, mais une telle évolution impliquerait que la galaxie augmente soudainement en densité, et l'existence d'elliptiques naines brillantes ne peut pas être facilement expliquée. Gerola, Carnevali & Salpeter (1983) ont proposé que les galaxies naines se forment à partir de galaxies géantes qui perdent de la masse, soit à la suite d'interactions gravitationnelles avec d'autres galaxies, soit par l'éjection de gaz lors de sursauts de formation d'étoiles. Dans leur modèle, les noyaux des galaxies dE,N proviennent d'amas d'étoiles denses et centraux dans la galaxie mère, qui sont capables de conserver leur taille et leur masse lors de l'éjection de gaz de celle-ci. Caldwell & Bothun (1987) ont souligné que, au moins dans l'amas de la Vierge, les galaxies mères ne pourraient pas être des spirales ou des irrégulières, car celles-ci ont des distributions spatiales assez différentes, au sein de l'amas, des galaxies dE,N ; elles ne pourraient pas non plus être des galaxies elliptiques géantes ou lenticulaires, car elles ont des distributions de vitesse complètement différentes dans l'amas.

#### Galaxies lenticulaires en formation
En 2015, Laurie Riguccini et al. ont publié un article scientifique, concernant la grande population de galaxies lenticulaires riches en gaz qui a pu être observée au sein de l'amas de la Vierge. Il est notamment remarqué que la plupart des galaxies lenticulaires (de type morphologique S0) ont une luminosité infrarouge en excès, ce qui peut être interprété comme une formation d'étoiles particulièrement active, et donc que ces galaxies pourraient être très précoces quant à leur morphologie. Celles-ci sont une sous-classe bien particulière d'un type de galaxies, les galaxies lumineuses en infrarouge.
Le contenu stellaire des galaxies est connu pour varier considérablement avec l'environnement. Les amas de galaxies sont des lieux de premier intérêt pour étudier l'évolution des galaxies car ils offrent un ensemble diversifié de conditions physiques : régions virialisées, fusion de sous-structures, etc. Dans une autre mesure, les amas de galaxies, étant aux nœuds des structures filamentaires de l'univers, sont les endroits idéaux pour comprendre le processus d'accrétion de matière des structures à grande échelle environnantes.
Les galaxies de type précoce (ETG), telles que les galaxies lenticulaires, étaient autrefois considérées comme une population vieille, dont le taux de formation d'étoiles est extrêmement bas (Kormendy & Djorgovski 1989), et majoritairement composées d'étoiles de population II. Des études récentes ont indiqué que certaines ETG montrent des signes d'activité actuelle de formation d'étoiles (Zeeuw et al. 2002). Différentes études ont mis en évidence des différences dans la population stellaire des ETG dans les amas denses et dans les environnements à faible densité (Bower et al. 1990) en fonction de certains rapports de raies spectrales dans ces galaxies.
La particularité de la population de galaxies lenticulaires dans l'amas de la Vierge, est que malgré leur stade de vie avancé, elles présentent toujours une formation d'étoiles active. Cela remet en cause le principe de galaxies lenticulaires vides en gaz et en étoiles jeunes, et construit un nouveau modèle incluant ces galaxies très précoces au niveau de leur morphologie, car leur taux de formation d'étoiles est totalement cohérent avec leur âge (selon les théories de formation et d'évolution des galaxies), mais elles sont dites précoces car leur stade morphologique est en avance par rapport à leur âge. L'existence de ce genre de population a longtemps été réfuté, car les galaxies précoces sont une découverte récente, et c'est pourquoi celle de la Vierge est si intéressante (car elle est située à une faible distance et qu'elle est donc plus facile d'accès pour nos instruments).
Les galaxies précoces montrant le plus haut taux de formation d'étoiles sont, NGC 4526, dont les images du Sloan Digital Sky Survey montrent un disque extérieur de formation d'étoiles ainsi qu'un grand disque de poussière, NGC 4344, dont l'apparence optique est dominée par un anneau d'étoiles bleues et de poussière, et NGC 4694, dont le noyau bleu présente des taches de poussière asymétriques, ce qui montre que son disque stellaire a été perturbé.

#### Galaxies inertes
En octobre 2010, Brian R. Kent publie une étude concernant les observations de deux complexes de nuages d'hydrogène HI situés à la périphérie de l'amas de la Vierge. Ces nuages de faible masse (109 M☉) sont projetés sur la région centrale de la Vierge, où l'on pense que la population de galaxies se trouve derrière l'amas entourant Messier 87. Les mesures cinématiques des observations du radiotélescope d'Arecibo et du Very Large Array montrent que les émissions HI ne peuvent être identifiées avec aucune émission optique, IR ou UV provenant de l'imagerie d'archives disponible. Tous ces nuages sont en réalité des galaxies inertes. Les estimations de la masse dynamique totale sont de plusieurs fois leur contenu HI, avec l'hypothèse que les nuages entretiennent leurs morphologies via leur propre gravité, et qu'ils soient en équilibre dynamique.
Les galaxies sont caractérisées par leur contenu stellaire, leur morphologie, leur environnement, leur teneur en poussières et en gaz neutres et moléculaires. La raie d'émission à 21 cm correspond à une région où l'hydrogène neutre (HI) émet en continue. Cette raie joue un rôle important dans l'observation de la formation d'étoiles d'une galaxie et de toute interaction dynamique passée avec un environnement d'amas ou des galaxies voisines. Plusieurs relevés astronomiques, notamment celui du radiotélescope d'Arecibo et de l'IPHAS inclut des zones intéressantes du superamas local telles que l'amas de la Vierge. Ces relevés de haute précision permettent d'identifier un certain nombre de galaxies inertes, qui ne sont détectables, pour la majorité des cas, dans les ondes radio, et notamment dans la raie à 21 cm. Ces objets sont importants pour comprendre le sort des galaxies dans un environnement d'amas et sa périphérie environnante. Les environnements d'amas de galaxies à proximité sont d'un grand intérêt pour les études des nuages d'hydrogène neutre, car le potentiel gravitationnel et le milieu intra-amas perturbent la structure gazeuse et la morphologie des galaxies. Le décapage par pression dynamique et les rencontres d'effets de marée sont également des sujets d'étude que les nuages d'hydrogène neutre permettent de comprendre.
Parmi tous les nuages détectés, deux présentent des (et héliocentriques) de 1 230 et 2 235 km/s-1, respectivement. Les masses d'hydrogène des deux nuages sont respectivement de 4,3 × 107 et de 3,5 × 108 M☉.Des observations du Very Large Array montrent que l'environnement des galaxies à proximité est relativement actif autour des nuages. Cependant, un objet faible, sans information sur son décalage vers le rouge, SDSS J120859.92+115631.2, se trouve à très faible distance des sources d'hydrogène neutre détectées, ce qui pourrait montrer qu'il s'agit d'une contrepartie optique. La galaxie de type tardif la plus proche de décalage vers le rouge comparable de la Vierge est VCC 58, située à un degré au nord-est du centre de l'amas, qui pourrait être reliée au premier nuage. Le nuage 2, quant à lui, se situe dans un environnement dense en galaxies présentant une déficience en hydrogène (notamment des galaxies spirales de type tardif).
Les spirales déficientes en hydrogène, dans la région du nuage 2, montrent que les processus de décapage par pression dynamique peuvent se produire loin du centre de l'amas. Bien qu'il n'y ait pas de spirales dont la vitesse soit comparable à celle des nuages d'hydrogène, l'hypothèse d'origine nuageuse de la suppression de la pression dynamique ne peut pas être exclue. Tout comme les détections précédentes l'ont montré, il est peu probable que les nuages d'hydrogène soient des structures gazeuses primordiales, qui se forment dans des halos de matière noire. Ces deux nuages sont situés dans les parties extérieures de l'amas et se trouvent dans un environnement à plus faible densité que les autres nuages d'hydrogène et les queues de marée, qui sont situés plus loin vers Messier 87 ou Messier 49, soit le centre gravitationnel de l'amas. Le nuage 1 reste presque unique dans son isolement. À ce jour, il n'y a pas d'autres structures gazeuses qui soient à la fois définitivement extragalactiques et sans ambiguïté non associées à une autre galaxie en dehors du groupe local.

#### Galaxies décalées vers le bleu
L'amas de la Vierge est un amas particulier par bien des aspects, mais une découverte récente, faite par D. Karachentsev et O. Nasonova en 2010, montre une particularité qui n'est présente que dans cet amas. En effet, de nombreuses études ont remarqué un petit groupe de 65 galaxies dans l'amas de la Vierge, avec des vitesses radiales négatives par rapport au groupe local, ce qui signifie que leur spectre est décalé vers le bleu et que donc, elles se rapprochent de la Voie lactée. Toutes ces galaxies sont positionnées de manière compacte dans une zone d'un rayon de 6 degrés, mais leur centroïde est déplacé par rapport au centre dynamique de l'amas, M87, de 1,1 degré vers le nord-ouest. La plupart des galaxies de ce groupe sont des galaxies naines, et sont regroupées dans une région d'environ 50 kpc (∼163 000 al). L'asymétrie observée dans la distribution des galaxies décalées vers le bleu peut être causée par la chute du groupe de galaxies autour de M86 sur le corps principal de l'amas.
Étant donné que ces galaxies subissent un décalage vers le bleu, cela signifie qu'elles se rapprochent de notre position, donc de la Voie Lactée, et aussi du groupe local. La masse de l'amas de la Vierge rend l'hypothèse d'un groupe s'échappant de l'amas très peu probable, mais l'hypothèse d'un sous groupe en orbite autour du centre de la Vierge peut expliquer cette vitesse radiale négative. En effet, le groupe ne serait pas en train de s'éloigner de la Vierge mais suivrait simplement sa trajectoire sur une orbite qui serait fortement elliptique et instable.

#### Galaxies ultracompactes
En janvier 2006, Jones, J. B. et al. font un rapport de découverte de neuf galaxies naines ultracompactes (UCD) dans l'amas de la Vierge. Cette population de galaxies naines pourrait s'étendre jusqu'à l'extérieur de l'amas du Fourneau. Une étude faite via le spectrographe du Two Degree Field (2dF), un instrument installé sur le télescope anglo-australien, a permis de trouver une agglomération de ce type de galaxies dans un champ de 2° de diamètre centré sur Messier 87.
Les UCD nouvellement trouvées sont comparables aux UCD de l'amas du Fourneau, ce qui suggère que les deux groupes sont de même origine. Celles-ci ont toutes des tailles avoisinant les environ 100 pc (∼326 al), et elles présentent de nombreuses raies d'absorption rouge dans leurs spectres, indiquant une population stellaire ancienne. Les propriétés de ces galaxies restent cohérentes avec le modèle de battage des marées, qui sert à décrire l'origine des UCD à partir des noyaux survivants de galaxies elliptiques naines perturbées dans le noyau des amas. Leur formation peut cependant provenir d'une autre possibilité (les deux pouvant se produire en même temps) qui prévoit que ces objets se soient formés par des fusions d'amas d'étoiles créés dans les interactions de galaxies. La découverte de l'existence d'UCD dans la Vierge montre que ce type de galaxie est probablement un phénomène omniprésent dans les amas de galaxies, la population UCD est un indicateur potentiel et une sonde de l'histoire de la formation d'un amas donné.
Les galaxies naines compactes sont un constituant établi de la population de galaxies avec de faibles brillances de surface, aux côtés des plus nombreuses galaxies naines irrégulières, galaxies naines elliptiques et les galaxies naines sphéroïdales. Parmi les naines compactes, les elliptiques compactes de type précoce, telles que Messier 32, montrant des spectres de galaxies de type précoce, sont rares, et seuls très peu d'exemples ont été observés. Les naines compactes bleues montrent une population récemment née, d'une formation d'étoiles active, ainsi qu'une population plus vieille et rouge.
L'objet stellaire compact POX 186, fut découvert au début des années 2000, et il permit la création d'une nouvelle classe de galaxies compactes, plus les galaxies naines ultracompactes, dont faisait déjà parti M60-UCD1. D'autres galaxies de ce type ont été observées depuis et ont été ajoutées aux catalogues de galaxies compactes, notamment grâce au télescope du Irénée Pont de 2,5 mètres.

#### Galaxies isolées
En 2004, T. Stocke et al. montrent que l'amas de la Vierge contient un très grand nombre de galaxies très isolées. Celles-ci sont pour la majorité des galaxies de type précoce, toutes situées à la périphérie de l'amas de la Vierge. Une analyse approfondie montre qu'il s'agit souvent de galaxies elliptiques et lenticulaires. Beaucoup de ces galaxies sont assez lumineuses, et les fonctions de luminosité entre les deux types observés ne montrent aucune différence statistique par rapport aux fonctions de luminosité dominées par les groupes et les amas de galaxies. Cependant, les galaxies lenticulaires sont plus nombreuses que les galaxies elliptiques.
Les galaxies elliptiques très isolées ne montrent aucune preuve d'un processus de formation et/ou d'évolution différent de ceux formés en groupes ou en amas, mais que la plupart des galaxies lenticulaires sont formées par un mécanisme qui ne se produit que dans les groupes et les amas riches, ce qui montre qu'elles viennent d'ailleurs, probablement une région riche en gaz et en galaxies massives. Les galaxies elliptiques isolées sont-elles originaires de collision de galaxies, résultant en une galaxie elliptique sans compagnon.
Les observations du télescope spatial Chandra ont permis de montrer que l'option de la fusion pour les galaxies elliptiques isolées est probable. Cependant, ce programme a abouti à l'observation d'une seule galaxie isolée de type précoce, KIG 284. Par conséquent, l'hypothèse reste non prouvée que les galaxies elliptiques très isolées sont les restes d'un groupe compact de galaxies qui ont complètement fusionné.

#### Trous noirs de masse intermédiaire
Le 21 décembre 2018, Alister Graham et al. ont publié un article scientifique, dans la revue scientifique Monthly Notices of the Royal Astronomical Society , concernant l'observation d'une population de trous noirs intermédiaires via l'observatoire à rayons X Chandra. Cette étude se centre sur un total de 74 galaxies spirales de l'amas de la Vierge, qui ont toutes un taux de formation d'étoiles avoisinant 0,3 M☉/an. L'observation de Chandra révèle que toutes les galaxies possèdent un noyau actif, signalant la présence d'un trou noir massif central.
En particulier, les galaxies NGC 4713 et NGC 4178, qui sont dotées de trous noirs de masse intermédiaire (estimées entre 103 et 104 M☉, de plus qu'une estimation de masse supplémentaire a été faite sur NGC 4178, de par la luminosité de son centre, ce qui fait que l'estimation est précise et fiable). De plus, des données d'archives de Chandra montrent que les deux galaxies ont une source de rayons X nucléaire ponctuelle, avec des luminosités allant jusqu'à 1 038 erg/s. Dans NGC 4178, la source nucléaire a un spectre X doux, probablement une émission thermique, compatible avec un trou noir de masse stellaire dont l'activité est légère, et NGC 4713 fait de même.
Au total, 33 des 74 galaxies contiennent un trou noir supermassif/intermédiaire d'une masse située entre 105 et 106 M☉, et plusieurs devraient avoir des masses de 104 et 105 M☉, comme IC 3392, NGC 4294 et NGC 4413, qui se rapprochent plus d'une classe de masse intermédiaire. Cela fait que l'amas de la Vierge est un bon sujet d'étude pour la compréhension des trous noirs de masse intermédiaire dans les galaxies spirales tardives ainsi que l'évolution de la masse et de l'environnement des trous noirs intermédiaires. Il existe déjà des preuves observationnelles pour des trous noirs d'environ 12, 30 et 60 masses solaires (Reid et al. 2014). Il est également entendu que dans l'Univers d'aujourd'hui, le produit final d'une supergéante en fin de vie sera un trou noir stellaire de masse inférieure à 100 M☉, seulement si la métallicité de l'étoile progénitrice était faible ([Fe/H] d'environ -3 fois la métallicité solaire) et la perte de masse de son vent stellaire était faible (Spera & Mapelli 2017). Alors que certains auteurs ont soutenu que les trous noirs supermassifs, que l'on trouve au centre des galaxies massives, ont débuté leurs vies avec des masses de l'ordre de 105 à106 M☉, reste à savoir d'où ils se forment, fut alors invitée la théorie de l'effondrement direct, puisque même par processus d'accrétion intense, une telle masse n'est pas accessible en raison d'un manque de temps (surtout que les trous noirs très massifs sont souvent observés, à de grandes distances, et donc au début de leurs vies). Un bon moyen de répondre à cette question est l'étude des trous noirs intermédiaires, puisque ceux-ci marquent la transition entre les classes stellaire et supermassive.
Cependant, il est possible de développer des trous noirs à un rythme beaucoup plus rapide que le taux d'accrétion idéalisé par les théories actuelles, même si la limite restrictive d'Eddington empêche de dépasser un certain taux d'accrétion (Alexander & Natarajan 2014). De plus, même si les quasars, une classe de galaxies actives, se sont formés à partir de régions très massives, il peut encore y avoir un continuum de masses concernant les trous noirs, aujourd'hui évoqué avec les étoiles de population III. Il y a donc des raisons de s'attendre à ce que des trous noirs intermédiaires, avec des masses suffisamment élevées pour devenir des trous noirs supermassifs, devraient exister (Pacucci et al. 2016). La présence quasi-certaine de trous noirs intermédiaires dans l'amas de la Vierge est une grande avancée dans la recherche de ceux-ci au centre des galaxies, même si leur distance ne permet pas de répondre à la question de la formation des trous noirs supermassifs. Ils peuvent cependant servir, à étudier l'accrétion des gaz autour de ces derniers, et donc d'observer si, via une accrétion particulièrement forte autour d'un trou noir de masse quasi-supermassive, il est possible qu'il évolue en trou noir de masse très importante, et donc de valider si la théorie de l'effondrement direct est possible ou non (même si des quasars très âgés comme QSO J0313-1806 et ULAS J134208.10+092838.61 donnent déjà une certaine réponse). La population de trous noirs intermédiaires de la Vierge contient également des galaxies spirales en collision, ce qui permet d'étudier les effets de celles-ci sur l'évolution de la masse des trous noirs centraux, toujours dans une vue de trouver la réponse à l'importante masse de certains trous noirs,.

#### Sous-groupe

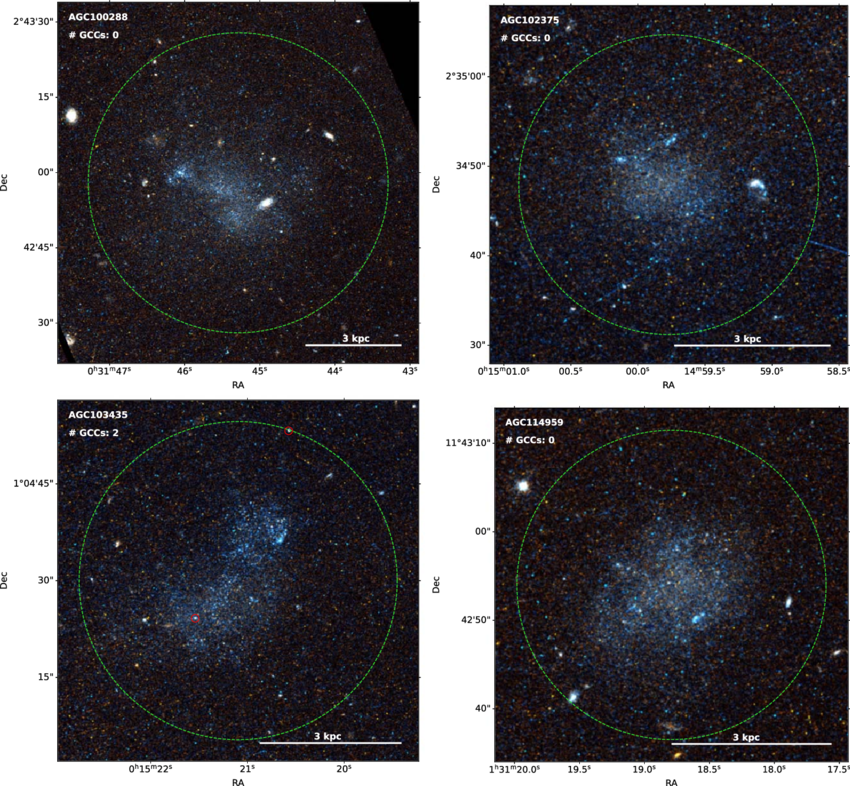
Les galaxies naines irrégulières par le télescope spatial Hubble.

Une étude assez ancienne effectuée avec le radiotélescope d'Arecibo a permis d'identifier un regroupement de gaz (qui était avant) situé dans l'amas de la Vierge. Depuis, de nombreuses recherches scientifiques ont permis d'établir le lien entre la zone gazeuse détectée par Arecibo et un système de galaxies. Celui-ci est composé de NGVS 3543 et AGC 226178. Il a été massivement étudié en 2021 (Junais et al.), ce qui a fait remarquer la distribution particulière du gaz HI, détecté par Arecibo, et les régions de formation d'étoiles à l'extérieur du disque stellaire de NGVS 3543 comme formées après un événement de décapage. Ce scénario a ensuite été remis en question par Jones et al. (2022) qui ont montré, en utilisant des données récentes du télescope spatial Hubble, que la galaxie NGVS 3543 est située à seulement environ 10 Mpc (∼32,6 millions d'al) et n'est donc pas membre de l'amas de la Vierge. Ce groupe est souvent considéré comme membre de la Vierge mais il ne l'est pas, et de nombreuses mesures montrent qu'il est bien plus proche, le décapage étant dû à une galaxie naine qui orbite NGVS 3543, et non à l'effet de marée de l'amas de la Vierge.

#### Queue de marée
En 2016, A. Boselli et al. publient un article scientifique concernant la découverte, via l'utilisation de l'instrument MegaCam du télescope Canada-France-Hawaï, d'une queue de marée en émission dans les raies à bande étroite de l'hydrogène Hα et l'azote [NII] à l'arrière de la galaxie NGC 4569 (Messier 90). Il s'agit de la galaxie de type tardif la plus brillante de l'amas de la Vierge. L'image du télescope de 3,58 mètres révèle la présence de longues queues de gaz ionisé diffuses, sans aucune étoile associée, s'étendant du disque galactique de la galaxie jusqu'à environ 80 kpc (∼261 000 al) (distance projetée) et avec une brillance de surface typique de quelque 10−18 erg/s-1/cm-2/secondes d'arc-2. Ces caractéristiques fournissent une preuve directe que Messier 90 subit un événement de décapage par pression dynamique.
L'image montre également un filament proéminent d'environ 8 kpc (∼26 100 al) de gaz ionisé qui est associé au noyau galactique. Avec quelques hypothèses sur la distribution (en trois dimensions) du gaz, il est montré que la plupart de la masse gazeuse a été dépouillée lors de l'interaction de la galaxie avec le milieu intra-amas. Plusieurs modèles de formation et d'évolution des galaxies indiquent que la masse du gaz émetteur de Hα dans la queue est une fraction importante de celle de la phase froide qui a été extraite du disque galactique de Messier 90, suggérant que le gaz est ionisé au sein de la queue pendant le processus de décapage par pression dynamique. L'absence de régions stellaires suggère que des mécanismes autres que l'ionisation par les photons sont responsables de l'excitation du gaz (chocs, conduction thermique, ondes magnéto-hydrodynamiques). Une analyse approfondie indique que l'extraction par pression dynamique est efficace dans les galaxies massives situées dans des amas de masse intermédiaire en formation.
Il est également montré que la masse de gaz expulsée n'est que d'environ 1 % de celle retirée lors de l'événement de décapage par la pression dynamique. Ensemble, ces résultats indiquent que la pression dynamique est un mécanisme efficace pour expliquer l'absence de formation d'étoiles dans les galaxies situées dans les environnements à haute densité.

#### Sources d'arrière-plan
D'après une observation du Next Generation Virgo Cluster Survey, l'amas de la Vierge comprend un grand nombre de sources d'arrière-plan. Il pourrait s'agir de galaxies (dont un groupe de quasars en absorption de raie d'émission de Lyman-a) dont le décalage vers le rouge photométrique est très élevé. De nombreux domaines de l'astronomie sont entrés dans une nouvelle ère avec l'avènement des grands relevés astronomiques (comme le Sloan Digital Sky Survey) qui donnent accès à des observations homogènes pour un grand nombre d'objets (jusqu'à 108). Ces grands relevés fournissent des informations inestimables pour les études de l'évolution des galaxies et de la cosmologie basées sur des mesures homogènes d'une multitude de propriétés fondamentales des galaxies. Dans ce contexte, une grandeur cruciale est le décalage vers le rouge des galaxies observées.
Alors que les décalages vers le rouge spectroscopiques (noté z-spec) proviennent des mesures sûres, qui ne laissent qu'une très petite marge d'erreur, cela prend beaucoup de temps d'effectuer ce genre de mesures. Une méthode alternative, développée depuis le début des années 1960 par Baum et al., est l'utilisation de décalages vers le rouge photométriques (noté z-phot), qui sont estimés à partir de mesures photométriques. Bien que moins précis que le z-spec, les z-phot permettent une mesure cohérente des décalages vers le rouge pour un grand nombre de galaxies, y compris celles relativement peu lumineuses. L'utilisation du z-phot pour les grands relevés est largement répandue aujourd'hui et sera essentielle pour les relevés astronomiques futurs.
Grâce aux mesures disponibles avec le NGVCS, il a pu être démontré que derrière l'amas de la Vierge se trouve une très grande quantité de galaxies, très éloignées (z-phot de 2) et donc particulièrement rougies. Cela a donné lieu à la création d'une sous-section dans le catalogue NGVCS, puisqu'au total, plus d'environ 83 000 galaxies ont pu être observées à des magnitudes apparentes infrarouges supérieures à 24,5. De plus, il est remarqué que les galaxies les plus brillantes, par exemple les galaxies lumineuses en infrarouge (LRG), constituent la majorité des sources observées par le NGVCS, même si cela pourrait être dû au fait qu'elles sont plus facilement détectées à ce genre de distance.

#### Amas stellaires
D'après une observation du télescope spatial Hubble datant de 2003 (A. Seth et al.), l'amas de la Vierge serait très riche en amas stellaire majoritairement jeunes. Ceux-ci sont tous situés dans des galaxies naines irrégulières, car celles-ci sont encore sujettes à une intense formation d'étoiles. Une observation de Hubble en hydrogène alpha montre que 26 % des amas jeunes sont très probablement des régions HII qui produisent des étoiles, et celles-ci se regroupent donc en amas. Le reste des amas est très probablement des amas rouges, vieux et massifs (104 M☉). Une comparaison entre les amas rouges et les amas globulaires de la Voie lactée montre qu'ils ont des distributions de luminosité similaires, mais que les amas rouges ont généralement des diamètres plus grands et un centre plus lumineux.

### Teneur en gaz
Les effets de l'environnement des filaments sur la teneur en gaz des galaxies sont généralement un processus d'appauvrissement en gaz dans les galaxies précoces et en formation d'étoiles. La relation masse-luminosité, une fois effectuée sur les filaments, donne un ordre d'environ 109 à 1011 M☉ de masse stellaire et environ 109 M☉ de gaz, et grâce au télescope de Nancay, la teneur en gaz moyenne a pu être estimée à 4,3 M☉-1/pc2. Le résultat ci-dessus est très fiable car la faible métallicité observée (due à la population assez jeune d'étoiles dans les filaments) pourrait, si les filaments étaient peuplés de galaxies encore en formation d'étoiles, empêcher de détecter la raie d'émission du carbone-oxygène (Bolatto et al. 2013), qui a servi de moyen de mesure. Comme les sources déficientes en gaz sont observées préférentiellement dans les régions denses au sein de filaments en groupes, leurs réservoirs de gaz ont probablement subi un fort prétraitement lié à l'environnement.
Les enveloppes de gaz HI des galaxies déficientes en gaz, dans les filaments, ont probablement été dépouillées, peut-être via des interactions de marée ou une pression dynamique. Pour le gaz HI, un traitement environnemental, dans des groupes dominés par le type tardif, peut avoir lieu dans les régions denses. Les galaxies à filaments autour de la Vierge qui sont déficientes en gaz HI et vivent dans les régions de plus haute densité au sein des filaments peuvent connaître une transition similaire.
Alors que les régions les plus denses des filaments sont capables d'éliminer ou d'épuiser efficacement l'enveloppe de gaz HI des galaxies via le décapage, la famine cosmique de gaz HI (c'est-à-dire la réduction de l'approvisionnement en gaz) est un mécanisme moins probable. En effet, les filaments sont assez riches en gaz chauds et en baryons, comme le montrent à la fois les simulations et les observations. L'accrétion de gaz à partir de filaments, alimentant finalement la formation d'étoiles, ou les interactions hydrodynamiques avec le milieu intergalactique pourraient également être responsables d'asymétries de gaz, qui pourraient être observées en termes de différents niveaux de carences en gaz.
Concernant le gaz HII, l'épuisement des réservoirs de gaz moléculaires et la conversion inefficace de HI en H2 peuvent expliquer la faible teneur en gaz moléculaire, associée à une fraction de galaxies à filaments. Comme elles évoluent dans des environnements de densité relativement faible, leurs réservoirs de gaz H2 peuvent ne pas être reconstitués efficacement. La famine ou l'épuisement de gaz H2 induit par les fusions passées sont des scénarios possibles pour expliquer les carences en gaz H2 observées dans l'amas de la Vierge. Bien que la pression dynamique ou l'extraction par les forces de marée soit toujours un mécanisme viable pour expliquer les carences en gaz H2, il peut s'agir d'un mécanisme moins probable. Les réservoirs de gaz moléculaire sont moins étendus que les enveloppes HI et sont associés à des densités de gaz plus élevées. Le gaz H2 est donc plus difficile à décaper que le gaz HI. De plus, le décapage du gaz H2 nécessiterait des densités plus élevées et des vitesses de chute plus typiques des galaxies en amas que dans les filaments.
En 2012, une équipe scientifique dirigée par Rhys Taylor a utilisé d'anciennes données du télescope spatial Herschel pour examiner la teneur en carbone sous sa forme ionisée (observée sous la raie d'émission du [C II]) de 14 galaxies naines formant des étoiles dans l'amas de la Vierge. Grâce à Herschel, un excès d'infrarouge a pu être détecté dans quasi-toutes les galaxies naines étudiées. Cet excès infrarouge implique qu'une fraction significative du carbone ionisé, dans les galaxies naines au centre de l'amas, a une origine autre que la formation d'étoiles et est probablement due à des processus environnementaux dans la partie centrale de l'amas. À cet égard, il est fortement probable que l'excès de carbone observé, tel qu'observé dans ces galaxies, est probablement dû à la formation de chocs de pression dynamique.
Les galaxies naines étudiées ici dans la partie centrale de l'amas de la Vierge ont des taux très élevés de [C II], ce qui est observable sur le continuum infrarouge que les galaxies naines émettent. Cela implique l'existence d'un processus dans l'environnement de l'amas, qui injecte de l'énergie dans le milieu interstellaire de ces galaxies. Le candidat le plus probable pour un tel processus est une interaction entre le milieu interstellaire de ces galaxies et le milieu intra-amas, c'est-à-dire la pression dynamique. Cependant, comme le décapage de la pression dynamique est une combinaison à la fois de la pression dynamique locale subie par les galaxies et de la façon dont l'hydrogène ionisé est étroitement lié à ces galaxies, les galaxies qui sont partiellement décapées, près des noyaux d'amas, peuvent souffrir de la charge dynamique, ainsi que de chocs de pression, conduisant à la formation de carbone sous sa forme [C II], sans présenter de signes d'épuisement de la pression dynamique actuelle.
L'observation d'une diminution de la présence du carbone sous la forme [C II] au fur et à mesure que l'on s'éloigne de l'amas semble confirmer que la formation du carbone est due à la pression dynamique, ainsi que de chocs de pression. Les chocs semblent être la cause principale de la forme du carbone [C II], puisque des observations, de très hautes résolutions, de zones de chocs, ont permis d'y trouver une fraction bien supérieure à celle observée dans le reste de leur galaxie hôte.

## Formation et évolution
Alors que l'amas de la Vierge est l'amas de galaxies le plus proche et donc le mieux observé, on sait peu de choses sur son histoire de formation. Avec un ensemble de simulations cosmologiques, basées sur les vitesses particulières des galaxies de l'amas, on peut en déduire que l'ensemble de la matière tombe sur les objets les plus massifs de l'amas, selon une direction préférentielle qui correspond aux différents filaments observés, ainsi qu'une direction visant les régions les plus massives, notamment le berceau de formation de M87. L'enrichissement de la masse des différentes galaxies se serait donc fait via un processus d'accrétion lent, dont le commencement peut être estimé il y a 7 milliards d'années.
Cependant, via la comparaison entre les masses observationnelles et simulées se trouve une différence. Une méthode basée sur les rayons de vitesse nulle (distance du centre d'un système à laquelle les vitesses centrées sur le système des objets sont nulles) permet de répondre en partie à la question. De plus, les simulations font remarquer que la matière noire interagit fortement avec les galaxies lors du processus de formation de l'amas, ainsi que lors de formation, les galaxies adoptent une trajectoire bien particulière qui les fait se concentrer dans les filaments.
À leur tour, les filaments prennent une direction de chute sur les halos de gaz de la Vierge. Les particules tombant sur les halos de Virgo se déplacent le long d'une direction bien définie qui est similaire dans toutes les simulations. En fait, cette direction est le long du filament dans lequel réside l'amas de la Vierge, pointant vers des coordonnées similaires à celles de l'amas d'Abell 1367, comme prédit par les observations. Elle correspond aussi à la direction qui est prédite pour un modèle de formation lente. Ceci est en accord avec plusieurs analyses de la toile cosmique, selon lesquelles les amas accumulent de la matière le long de leur filament hôte, qui semble être aligné dans la direction de l'amas du Lion.
Enfin, les histoires de fusion des halos de la Vierge ont une variance cosmique réduite d'un facteur 2 aux faibles décalages vers le rouge par rapport à celles des halos aléatoires de même masse : c'est-à-dire que les halos de la Vierge ont déjà accrété 50 % de leur masse totale (estimation) alors qu'un halo aléatoire moyen de la même masse n'a accrété que 30 % de sa masse totale. Cela suggère un taux de fusion relativement calme pour l'amas de la Vierge au cours des 7 derniers milliards d'années par rapport à un amas aléatoire de même masse.

### Fusions récentes
En tant que voisin le plus proche de l'amas, l'amas de la Vierge est intensément étudié par les observateurs pour percer les mystères de l'évolution des galaxies au sein des amas. À ce stade, les simulations numériques cosmologiques de l'amas sont utiles pour tester efficacement les théories et calibrer les modèles. Cependant, il n'est pas anodin de sélectionner le simulacre parfait de l'amas de la Vierge pour comparer équitablement en détail ses populations de galaxies observées et simulées qui sont affectées par le type et l'histoire de l'amas.
Une étude faite en 2017, et publiée par M. Olchanski et J. G. Sorce, suggère que les halos de la Vierge n'ont eu en moyenne qu'une seule fusion durant les derniers 4 milliards d'années. Il est également montré que le halo principal s'est formé il y a peu de temps (à l'échelle galactique) et qu'il a fusionné récemment (au cours du dernier milliard d'années). Ces propriétés ne sont pas partagées avec un ensemble de halos de même masse, ce qui en fait un cas unique.
Grâce à cette particularité, l'amas est utilisé pour construire des simulations qui ressemblent à l'Univers local, surtout au niveau des amas de galaxies. Les simulations dans l'histoire de l'amas de la Vierge semblent montrer que le halo de celui-ci a eu une histoire de fusion tranquille au cours des derniers milliards d'années. Cela permet de déterminer que les halos de matière de la Vierge n'avaient qu'un seul ancêtre, qui était donc proéminent, même si ce dernier ne représente qu'un dixième de la masse des halos de la Vierge au décalage vers le rouge zéro (juste après sa formation) et il a donc massivement fusionné au cours du dernier milliard d'années, avec d'autres halos.
Ceci est en accord avec l'histoire tranquille de l'amas de la Vierge, ce qui montre également que l'amas de la Vierge provient de différents groupes de galaxies bien distincts, et qu'il a donc connu une période de fusion massive dans les premiers âges de sa vie, ce qui a pu influencer l'évolution et les caractéristiques des galaxies le composant,.

### Évolution des galaxies précoces
La Vierge est un amas de galaxies dynamiquement jeune avec de nombreuses sous-structures dans sa distribution spatiale et cinématique. Une étude publiée en 2018 par Christoph Engler et al., montre que la population de galaxies la plus abondante dans l'amas de la Vierge - les galaxies naines de type précoce - permet de comprendre l'histoire de la transformation environnementale. Elles montrent une grande propagation de vitesse et une distribution asymétrique, similaires aux galaxies de type tardif et différentes des premiers types (comme les galaxies précoces). De plus, l'observation d'une agrégation de naines de type précoce, à une grande distance du centre de l'amas et à une vitesse relativement élevée montre des signatures d'âges stellaires plus jeunes que la moyenne de la population stellaire de l'amas de la Vierge.
Une observation approfondie montre que les étoiles jeunes se regroupent dans une section azimutale par rapport au centre de l'amas. Cela est attendu des simulations d'un groupe de galaxies en chute qui se disperse lentement après son premier passage péricentrique (au périhélie donc), ce qui signifie que les différents groupes de galaxies, de type précoces, sont en orbite autour du centre de l'amas et sont donc en chute libre vers son centre, un phénomène qui a pour effet de fortement influencer les propriétés des galaxies des groupes, en raison des forces de marée et du décapage des gaz par la pression dynamique.
La Vierge est un amas en croissance active, avec plusieurs groupes à divers stades de chute. Les propriétés des galaxies de la Vierge reflètent son histoire de chute active, et l'étude des morphologies, des couleurs et de la dynamique interne de ces galaxies est utile pour comprendre l'accumulation de l'amas et l'histoire environnementale des galaxies. Grâce à cela, Christoph Engler et al. ont pu déterminer que ce n'est pas la première fois que ces groupes de galaxies passent dans le centre de l'amas, ce qui a pu grandement modifier les propriétés des galaxies. Plus précisément, dans un rayon étroit et une plage de vitesse près de M87, il est montré que les galaxies sont passées à environ 1,15 Mpc (∼3,75 millions d'al) du centre gravitationnel de l'amas, ce qui implique une vitesse maximale de 700 km/s-1 et un grand changement dans les caractéristiques des galaxies. Il est également remarqué qu'une surdensité de galaxies naines de type précoce présentent presque toutes des signatures d'âges stellaires intermédiaires à jeunes par rapport à la population globale.
En comparant cette distribution dans l'espace de phase des galaxies, avec les prédictions d'un modèle de base pour la chute de groupe, Christoph Engler et al. trouvent des preuves que l'événement de chute du groupe s'est produit il y a 2 voire 3 milliards d'années. Cette chute a probablement eu lieu le long de la ligne de visée de la Terre, produisant un sous-ensemble de membres d'amas qui partagent une cinématique commune. Il s'agit de la première détection de ce type de structure cinématique pour un groupe de galaxies précédemment liées gravitationnellement, en utilisant spécifiquement la dynamique des galaxies naines, qui sont plus nombreuses et fournissent donc des informations statistiques plus robustes que les anciens membres du groupe plus massifs.

### Enrichissement en éléments lourds
Une étude récente, publiée par S. W. Allen et al. en 2015, montre les premières mesures sur les abondances d'éléments lourds, tels que le magnésium, le silicium et le soufre, s'étendant au-delà du rayon du viriel de l'amas de la Vierge. Des recherches, basées sur les observations du télescope spatial Suzaku, montrent que la composition chimique du milieu intra-amas est cohérente avec un processus d'enrichissement chimique du milieu intergalactique, dû uniquement aux supernovæ de type Ia (dites thermonucléaires) et à celles dites de type II. De ce cas, les supernovæ de type Ia et II contribuent à l'enrichissement en métaux des amas de galaxies, notamment pendant la période d'activité maximale de formation d'étoiles (située à une période entre un décalage vers le rouge de 2 et 3).
La composition chimique du gaz chaud diffus dans les galaxies et les amas de galaxies contient des informations précieuses sur l'origine des éléments lourds et leur distribution au cours de l'évolution de l'univers. Les éléments plus lourds que l'oxygène sont produits par des explosions de supernovæ. Celles de type II (à effondrement de cœur) produisent principalement des métaux plus légers, de l'oxygène, au silicate et au soufre, tandis que les supernovæ thermonucléaires sont responsables d'éléments plus lourds, tels que le fer et le nickel (Tsujimoto et al. 1995). Ces éléments sont ensuite expulsés de leurs galaxies hôtes par les vents stellaires et le décapage par pression dynamique. Les abondances de métaux dans l'espace intergalactique sont donc très sensibles aux nombres de supernovæ qui ont contribué à l'enrichissement, ainsi qu'à l'échelle de temps sur laquelle les produits de supernova ont été injectés dans le milieu intra-amas. La métallicité initiale des progéniteurs, la fonction de masse initiale des étoiles qui explosent en tant que supernova à effondrement de cœur, ainsi que des détails sur le mécanisme exact d'explosion des supernovæ de type Ia, influencent également les rapports d'abondance observés (Werner et al. 2008).
Il est possible que l'enrichissement d'éléments lourds dans l'amas de la Vierge soit majoritairement dû aux supernovæ de type II (à effondrement de cœur). En supposant que les rapports Si/Fe, S/Fe et Mg/Fe attendus de l'enrichissement dû uniquement aux supernovæ à effondrement du cœur sont de 2,31, 1,92 et 2,93 fois la métallicité solaire, il est possible que cette théorie soit vraie. Respectivement, ces valeurs augmentent si la métallicité de l'étoile progénitrice est inférieure à la métallicité solaire. Par conséquent, les valeurs constantes les plus précises, décrivant les rapports d'abondance mesurés, excluent en partie l'enrichissement uniquement dû aux supernovæ de type II. Les mesures étant, un rapport [Si/Fe] de 0,75 ± 0,10, [S/Fe] de 0,99 ± 0,14 et [Mg/Fe] de 1,31 ± 0,19, une autre source doit forcément être impliquée.
En raison des mesures présentées ci-dessus, une contribution relative de supernovæ de type Ia à l'enrichissement précoce du milieu intergalactique est possible et admise aujourd'hui (2022). Afin de fournir une composition chimique homogène dans l'univers (comme observée), la production rapide d'éléments lourds par des supernovæ de type II et Ia est indispensable. Ceci est cohérent avec les résultats de plusieurs recherches (Mannucci et al. 2006), qui démontrent qu'après 500 millions d'années, depuis la formation du système binaire progéniteur, une supernovæ de type Ia est obligée (statistiquement) de survenir. En utilisant d'anciens modèles théoriques (Iwamoto et al. 1999), des résultats, similaires aux mesures observées dans l'amas de la Vierge, sont trouvés, ce qui signifie que l'enrichissement des amas de galaxies en éléments lourds est une contribution à la fois faite par les supernovæ de type Ia et II, preuve que notre modèle d'enrichissement en éléments lourds actuel est correct.

### Séquence rouge
En 2016, Laura Ferrarese et al. publient un article scientifique, dans la revue de l'Astrophysical Journal, concernant les données recueillies avec le Next Generation Virgo Cluster Survey. La sensibilité de l'imagerie fournie par le NGVS permet d'étudier l'évolution et la formation des galaxies dans l'amas de la Vierge. Les cibles les plus observées dans des galaxies satellites classiques, telles que les nuages de Magellan de la Voie lactée, dont la masse stellaire avoisine les 106 M☉.
Grâce à ces données est obtenue la première preuve tangible que la séquence rouge s'aplatit dans toutes les couleurs à la plus petite extrémité, avec une perte de près de 60 % de la valeur normalement observée. Cela pourrait indiquer que les populations stellaires des galaxies naines pâles, situées dans le noyau de la Vierge, partagent des caractéristiques similaires, ce qui suggère que la formation d'étoiles s'est récemment arrêtée.
C'est un cas très particulier, car l'aplanissement de la séquence rouge n'est censé se produire que chez les galaxies âgées, et non les galaxies jeunes comme celles étudiées. En effet, cela défie totalement les modèles de formation des galaxies, car la transition de la séquence bleue vers la séquence rouge (voir diagramme couleur-magnitude des galaxies) se produit lorsque les galaxies vieillissent. La présence de galaxies jeunes dans la séquence rouge est donc un certain non-sens, sauf si cette couleur rouge est due à des déficiences dans l'évolution chimique des galaxies observées.
En utilisant d'autres données, un constat similaire est fait. Il est démontré que la plupart des galaxies de l'amas de la Vierge appartiennent à la séquence rouge, ce qui suggère que l'âge stellaire et la métallicité diminuent tous deux lorsque la masse de leur galaxie hôte diminue, un cas uniquement présent dans la Vierge. Les modèles de formation de galaxies produisent une séquence rouge moins présente que celle observée dans la Vierge, ce qui signifie que l'amas de la Vierge est un sujet d'étude important pour revoir nos modèles. Cependant, les modèles hydrodynamiques prédisent que la séquence rouge s'aplatit pour les galaxies brillantes, tandis que celui des galaxies naines reste dans la séquence bleue pendant la grande partie de leur vie.

## Population stellaire

### Amas globulaires
L'amas de la Vierge est un amas majoritairement composé de galaxies elliptiques, et il est donc composé d'une grande fraction d'étoiles de population II, même s'il existe également une grande proportion de galaxies jeunes composées d'étoiles de population I. Une étude des populations stellaires dans l'amas de la Vierge, ainsi que des amas globulaires, dans le noyau de l'amas de la Vierge, a permis d'observer que l'amas contient plus de 692 amas globulaires, tous regroupés à une distance d'environ 840 kpc (∼2,74 millions d'al) autour de la galaxie principale M87. La majorité des amas observés ont une grande métallicité et sont composés d'étoiles riches en éléments lourds, ce qui permet de définir que l'amas est très âgé et composé de vieilles étoiles, mais il possède également un groupe d'amas globulaires bleus (pauvres en métaux), ainsi que des amas particulièrement rouges (et riches en métaux).
Des observations multi-époques permettent de montrer que les amas globulaires bleus sont regroupés dans une zone d'environ 165 kpc (∼538 000 al) autour du centre actif de M87. En revanche, les amas très rouges sont situés plus loin de M87 que les amas bleus. Tous ces amas sont sûrement d'anciennes galaxies naines irrégulières, dont les étoiles ont toutes été formées, dont la plupart du gaz et des étoiles ont été arrachés par M87. Il s'agit donc de centres de galaxies naines dépouillées. L'environnement dense autour de M87 peut également provoquer une forte différence entre les amas proches et lointains, les amas proches connaissant une plus forte formation d'étoiles à cause de la pression provoquée par M87, et voient donc leur lumière devenir bleue, de par les jeunes étoiles qui s'y forment. Les progéniteurs des amas rouges avaient donc une masse plus importante, car leurs étoiles étaient sûrement formées avant qu'ils soient capturés par M87 (Liu et al. 2016). Il est également remarqué que les amas rouges sont légèrement plus riches en métaux au nord-ouest de M87 que dans les autres directions.
Les populations d'amas rouges sont âgées de plus de 8 milliards d'années, âge défini par spectroscopie, tandis que les amas bleus sont âgés pour les plus vieux de 2 milliards d'années. Cependant, il est bien connu que, dans les amas, la présence d'étoiles de la branche horizontale peut affecter les estimations d'âge des populations stellaires de ces derniers (Lee et al. 2000 ; Koleva et al.. 2008 ; Cabrera-Ziri & Conroy 2022), en particulier pour les amas pauvres en métaux. Des mesures spectroscopiques sur un groupe d'amas bleus ont permis de calculer que la métallicité moyenne des amas bleus est de [Fe/H] = -0,84, tandis que les amas rouges ont une métallicité moyenne de [Fe/H] 0,15 ± 0,04.
Une spectroscopie plus ancienne des amas globulaires est constatée, autour de plusieurs galaxies ultra-diffuses (UDG), toutes situées dans les régions centrales de l'amas de la Vierge. Toutes ces galaxies sont désignées comme des galaxies satellites, dont trois UDG de la population totale ont des vitesses systémiques compatibles avec leur appartenance à l'amas de la Vierge. La particularité de ces galaxies est de contenir une très grande partie de la totalité des amas globulaires. Leur mouvement est notamment une preuve que toutes les galaxies ultra-diffuses sont organisées dans un même axe, et que donc, la population d'amas globulaires l'est aussi. Une étude approfondie de leur mouvement montre que quasi-toutes ces galaxies sont des satellites de M84, et les amas globulaires le sont donc également.
Ces amas globulaires sont également un moyen de mesure pour permettre l'estimation de la masse des halos de matière noire, ce qui permet de calculer que quasi-toutes les galaxies ultra-diffuses étudiées ont un halo de matière noire d'une masse d'environ 1012 M☉. Bien que le nombre de cibles soit petit, ces résultats suggèrent que les galaxies ultra-diffuses peuvent être une population diversifiée, leur faible brillance de surface étant le résultat d'une formation très précoce, d'une perturbation des marées ou d'une combinaison des deux.

#### Formation
Les amas globulaires pauvres en métaux sont une sonde unique de l'univers primordial, en particulier de l'ère de la réionisation. Les systèmes d'amas globulaires dans les amas de galaxies sont particulièrement intéressants car c'est dans les progéniteurs des amas de galaxies que se sont formées les premières sources de réionisation. Bien que l'origine physique exacte des amas globulaires soit encore débattue, il est généralement admis que les amas globulaires se forment dans les pics précoces et rares de matière noire (Moore et al. 2006). D'après une analyse entièrement numérique du système d'amas globulaires de l'amas de la Vierge, en identifiant le système d'amas globulaire actuel avec exactement ces pics de matière noire précoces et rares, une hypothèse populaire, qui dit que la troncature observée de la formation d'amas globulaires pauvres en métal bleu est due à la réionisation, est cohérente avec les analyses numériques. La contrainte de l'époque de formation des amas globulaires pauvres en métaux fournit une contrainte complémentaire sur l'époque de la réionisation. Cette analyse permet également d'estimer que la plupart des amas ont fini leurs formations avec une masse de 5 × 108 M☉, à un âge correspondant à un décalage vers le rouge de 9.

### Systèmes stellaires isolés

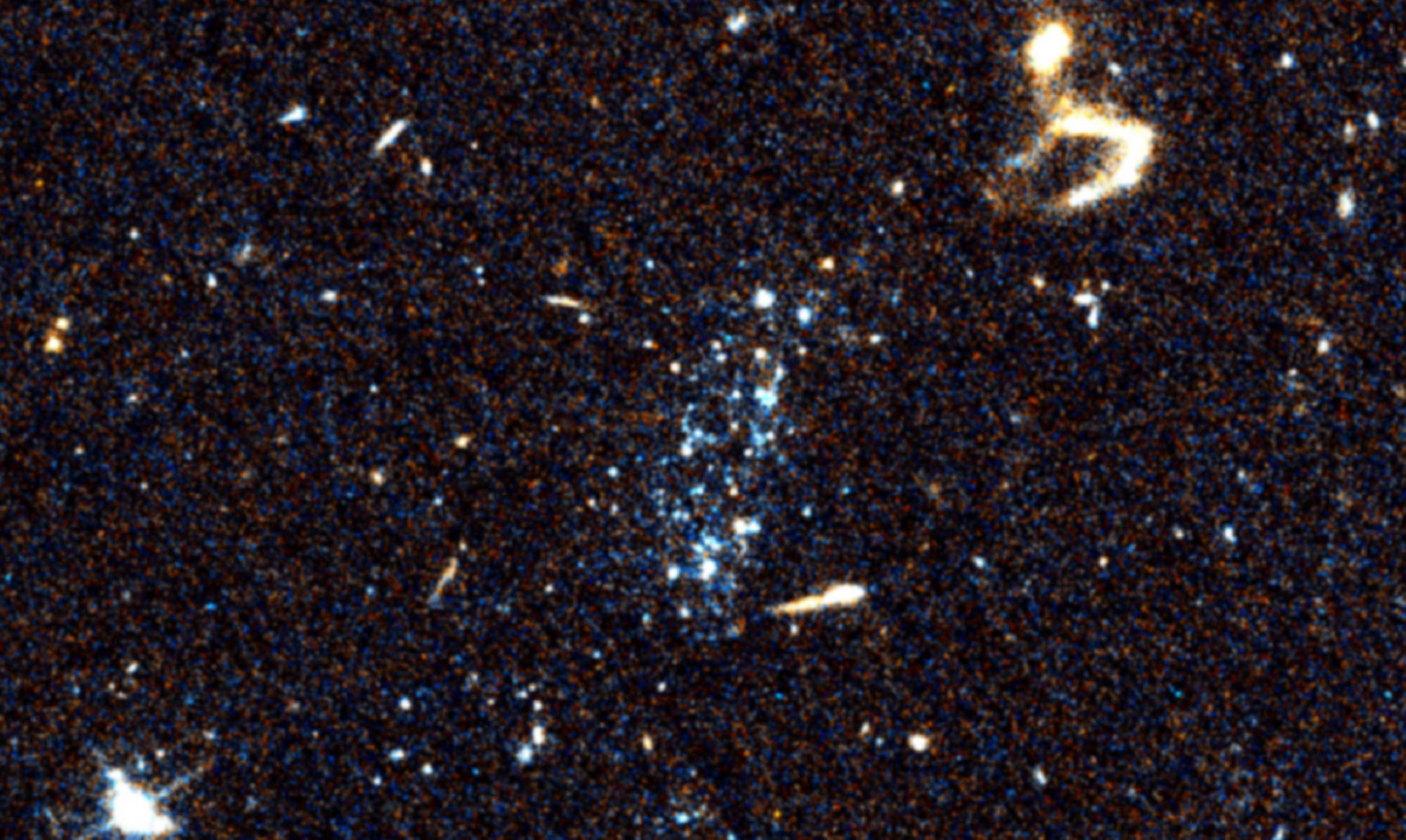
Un exemple de système stellaire isolé, tel qu'observé près de l'amas de la Vierge, vu par le télescope spatial Hubble.

Une étude publiée en 2022 par Michael G. Jones et al. dans la revue scientifique The Astrophysical Journal a fait un rapport de découverte concernant cinq systèmes stellaires bleus en direction de l'amas de la Vierge. Ils sont tous analogues à un objet énigmatique nommé AGC 226067, un autre objet de l'amas de la Vierge.
Ces objets ont été identifiés sur la base de leur morphologie, dérivée d'une spectroscopie faite avec le spectrographe optique Multi Unit Spectroscopic Explorer (installé sur le Very Large Telescope) et l'imagerie du télescope spatial Hubble, et ont été suivis par des observations dans la raie d'émission de l'hydrogène HI faites avec le Very Large Array et le radiotélescope de Green Bank). Cette récolte de données indique qu'un système est un groupe distant de galaxies, tandis que les quatre autres, étant de masse extrêmement faible (estimée à environ 105 M☉) et étant dominés par de jeunes étoiles bleues, ont des morphologies très irrégulières et agglomérées, ce qui montre que leur origine est ailleurs. Ils ne mesurent que quelques kiloparsecs, mais hébergent une abondance d'étoiles riches en métaux et éléments lourds, avec un rapport [O/H] de 8,2, et sont très riches en régions HII.
Ces hautes métallicités indiquent que ces systèmes stellaires se sont formés à partir de gaz provenant de galaxies beaucoup plus massives. Malgré le jeune âge de leurs populations stellaires (étoiles de population I), un seul système est détecté dans la raie d'émission de l'hydrogène HI, tandis que les trois autres ont des réservoirs de gaz minimes (voire aucun), puisqu'aucune émission d'hydrogène HI n'y est détectée. De plus, deux systèmes sont étonnamment isolés et n'ont pas de galaxie mère plausible à moins de 30 minutes d'arc (distance projetée d'environ 140 kpc (∼457 000 al)). Bien que l'effet de marée de l'amas de la Vierge ne puisse être définitivement exclu comme mécanisme de formation de ces objets, l'effet de pression dynamique explique plus naturellement leurs propriétés, en particulier leur isolement, en raison des vitesses plus élevées, par rapport au système parent. Par conséquent, il est plausible que la plupart de ces systèmes se soient formés à partir de gaz, ne subissant que très peu la pression dynamique, tirés de galaxies plus massives situées non loin. Ces galaxies massives doivent donc faire partie de l'amas de la Vierge et ces systèmes, une fois formés, ont survécu dans le milieu intra-amas assez longtemps pour être séparés de leurs galaxies mères par des centaines de kiloparsecs et qu'ils représentent ainsi un nouveau type du système stellaire,.

#### Caractéristiques
À la suite de la découverte de ces cinq systèmes stellaires dans la direction de l'amas de la Vierge, les propriétés analogues à SECCO 1 furent immédiatement remarquées. À l'exception d'un objet parasite (groupe de galaxies en arrière-plan), il est constaté qu'ils sont tous comparables à SECCO 1 en termes de masses stellaires extrêmement faibles, de populations d'étoiles bleues d'une faible brillance de surface, et de métallicités élevées, ce qui amène à conclure qu'ils doivent s'être formés à partir de gaz extrait de galaxies plus massives. Cependant, un seul est détecté dans la raie d'émission de l'hydrogène HI, suggérant que les autres ont probablement survécu suffisamment longtemps pour perdre une grande partie de leur contenu initial en gaz. Certains de ces objets sont également étonnamment isolés, résidant à plusieurs centaines de kiloparsecs de la source potentielle de gaz la plus proche, ce qui pose un défi pour identifier de manière robuste leurs points d'origine,.

#### Origine
Concernant l'origine de ces objets, il existe plusieurs possibilités. Premièrement, la pression des marées due à l'amas de la Vierge sur un nuage de gaz à haute vélocité, forçant le gaz à se comprimer et à former des étoiles. Ce cas explique pourquoi ils sont tous isolés, mais les éléments lourds présents dans celles-ci restent d'origine inconnue (même s'ils pourraient avoir été formés grâce à la nucléosynthèse stellaire. Le deuxième cas est une extraction de gaz et d'étoiles d'une galaxie massive à proximité. Ce cas explique toutes les caractéristiques, sauf l'isolement important de ces systèmes stellaires. Bien qu'une certitude soit complexe à établir, l'un ou l'autre de ces mécanismes, et en fait il se peut qu'il n'y ait pas qu'un seul mécanisme responsable de tous ces systèmes, le décapage de la matière venant de galaxies massives par pression dynamique est le plus cohérent avec les propriétés observées, sauf l'isolement.
En particulier, la solitude environnementale de certains systèmes est difficile à expliquer avec les faibles vitesses (inférieures à 300 km/s pour la plupart) attendues pour les systèmes d'étoiles éjectés, mais peut plus naturellement s'expliquer par l'extraction par pression dynamique, permettant d'inclure la vitesse supérieure à 1 000 km/s de certains systèmes. De plus, ils ont probablement une masse trop faible pour être des nuages de gaz massifs à longue durée de vie. Cependant, les amas de gaz formés dans les simulations d'extraction par pression dynamique ont généralement une masse beaucoup plus faible que ces systèmes, et il est suggéré que ces objets peuvent être atypiques et se former à partir du gaz faiblement lié à sa galaxie hôte et donc facile à décaper. L'amas de la Vierge étant très massif, et fait de gaz strippés se déplaçant à grande vitesse, cela peut permettre de survivre suffisamment longtemps dans le milieu intra-amas pour former les populations stellaires observées et devenir relativement isolé. Cependant, ils finiront par perdre leur teneur en gaz (la majorité de leur masse totale) et deviendront probablement seuls. Les systèmes de ce type représentent donc une nouvelle classe de système stellaire qui se forme à partir de gros amas de gaz extrait et pré-enrichi en hydrogène HI et HII, et sont donc exemptés de matière noire. Grâce à ces paramètres, ils seraient capables de survivre suffisamment longtemps dans le milieu intra-amas (hostile à leur existence à cause du décapage des gaz par la pression dynamique) pour devenir isolés de leurs galaxies mères,.

### Groupes d'étoiles massives
En avril 2018, A. Nota et al. ont publié une étude sur la population d'étoiles massives située dans l'amas de la Vierge. La plupart de ces étoiles ont été observées dans la galaxie NGC 4535, à l'aide d'images d'archives de la caméra planétaire à champ large du télescope spatial Hubble. Il est estimé que la formation de ces étoiles massives s'est produite il y a environ 60 millions d'années.
Une étude prolongée de ces étoiles a permis d'observer une variation, telle qu'observée avec les variables lumineuses bleues (LBV), allant des magnitudes absolues de -4 à -11 pour les plus violentes (avec une étoile dont la variation est classifiée comme LBV). Il existe également un petit groupe de supergéantes rouges massives, qui sont elles aussi des candidats pour le titre d'étoiles variables à longue période, ainsi qu'un groupe de trois supergéantes jaunes très massives.
Un intense relevé astronomique fait avec le télescope de Schmidt Samuel-Oschin a permis de créer un catalogue de 24 353 étoiles massives dans l'amas de la Vierge, en plus des 50 variables céphéides connues dans l'amas (Macri et al. 1999). Grâce à l'imagerie de haute précision du télescope spatial Hubble, trois classes d'étoiles massives ont été répertoriées ; les supergéantes bleues, les supergéantes jaunes et les supergéantes rouges. Nota et al. ont constaté que l'amas de la Vierge contient environ 3 762 supergéantes bleues, environ 841 supergéantes jaunes et environ 370 supergéantes rouges, et ainsi que les supergéantes bleues sont bien plus présentes à la périphérie de la galaxie que dans le centre alors que les supergéantes rouges sont présentes dans le centre galactique.

### Supergéante bleue isolée
IC 3418 est une galaxie naine irrégulière tombant dans l'amas de la Vierge, dont la trajectoire est marquée par une longue traînée de marée d'environ 17 kpc (∼55 400 al), qui est considérée comme s'étant formée en raison de la pression dynamique exercée par la masse de l'amas de la Vierge, ainsi que par la friction avec le milieu intra-amas. Le sentier créé par la queue de marée contient des nœuds compacts et des taches diffuses d'émission optique, ultraviolette et bleue et, par conséquent, est relié à une région de formation récente d'étoiles.
Cependant, en 2013, Youichi Ohyama et al. annoncent la découverte d'une source optique et compacte, située dans la queue de marée, grâce à l'imagerie de haute précision du Sloan Digital Sky Survey. Celle-ci, désignée SDSS J122952.66+112227.8 en cause des désignations astronomiques, émet un spectre optique dominé par des raies d'émissions typiques d'une supergéante bleue massive. Il pourrait s'agir d'une étoile massive de classification stellaire O, formée in situ dans la queue de marée, qui a récemment évolué hors de la séquence principale vers la phase de supergéante bleue. Son existence permet de théoriser que les turbulences dans les queues de marée, causées par la pression dynamique, peuvent jouer un rôle dominant pour la formation d'étoiles dans ces traînées de matière.
Plus récemment, en 2022, dans une étude publiée par J. Diego, est évoqué le fait que cette étoile semble subir un effet de microlentille gravitationnelle. Étant donné la distance, cette étoile pourrait être moins massive et lumineuse que prévu, et l'objet à l'origine de la lentille doit avoir une masse considérable pour que l'effet soit aussi puissant.
L'observation d'Icare en 2018, par Kelly et al. avec le télescope spatial Hubble, représente l'avènement d'une nouvelle branche de l'astrophysique : l'étude d'étoiles individuelles à des distances cosmologiques. L'étoile Icarus, derrière l'amas de galaxies MACS J1149+2223, a été la première étoile individuelle jamais observée au-delà du décalage vers le rouge de 1 et a défié le record de l'étoile observée la plus éloignée (maintenant battu par WHL0137-LS). SDSS J1229+1122 était l'ancien record, dont la cause d'une telle luminosité est fortement semblable à celle de l'étoile Icarus. Compte tenu, une fois l'effet de lentille soustrait, de la luminosité de l'étoile, il est possible que sa luminosité intrinsèque ait été augmentée d'un facteur 2000, ce qui implique un objet lentille de très forte masse. Des observations prolongées sur cette étoile montrent que sa luminosité décroît, ce qui signifie, après de nombreux calculs, que la période d'amplification de la luminosité s'est produite sur environ 10 ans, et que l'objet qui en est responsable, avec des calculs de distance projetée, a une vitesse radiale d'environ 1 000 km/s-1.

### Étoiles intra-amas
En 2005, J. A. L. Aguerri et al. publient des travaux sur les propriétés de la lumière diffuse dans la région centrale de l'amas de la Vierge, sur la base de la détection de nébuleuses planétaires intra-amas. Ils décrivent ces propriétés comme étranges, puisque des observations spectroscopiques récentes confirment que la population stellaire diffuse dans la région centrale de la Vierge est inhomogène : il existe des variations significatives, entre plusieurs régions denses, dans la densité numérique des nébuleuses planétaires et le flux lumineux venant du centre de l'amas (avec certaines régions vides, certaines dominées par les halos étendus et certaines dominées par le milieu intra-amas).
Contrairement à ce qui était attendu, il n'y a pas de corrélation claire entre ces variations et la distance de celles-ci par rapport à Messier 87. La brillance de surface moyenne indique que l'amas de la Vierge est un environnement dynamiquement jeune et que le milieu intra-amas est associé en partie à des processus physiques locaux comme les interactions entre galaxies. Il est également prouvé, sur la base d'observations cinématiques, que les nébuleuses planétaires sont dynamiquement associées au halo de Messier 84, ce qui règle une partie du problème par leur distance.

### Branches de géantes rouges
D'après les travaux de N. A. Tikhonov, certaines galaxies contiennent une assez grande population de géantes rouges. Celles-ci sont situées dans des régions densément peuplées, à la périphérie de plusieurs galaxies qui subissent une extraction de la matière par les forces de marée et la pression dynamique. Une construction d'un diagramme de Hertzsprung-Russell, d'après les données recueillies sur ces géantes, fait remarquer que cette population de vieilles étoiles se regroupe en trois branches du diagramme de HR (comme la branche horizontale et la branche asymptotique des géantes), toutes bien définies. Tikhonov a également noté que la périphérie stellaire des galaxies observées s'est avérée s'étendre sur de grandes distances, plus que prévu, et couvrir toute la zone des images utilisées par Tikhonov. Par conséquent, les étoiles que l'on pensait auparavant être des étoiles intra-amas, n'appartenant pas à une galaxie (sûrement à cause des interactions entre les galaxies dans les amas), appartiennent en fait à la périphérie des galaxies voisines et elles permettent de faire ressortir des ponts de gaz et d'étoiles entre les galaxies.
Une étude plus ancienne (Patrick R. Durrell et al. 2002) a pu observer, grâce au télescope spatial Hubble, un excès d'infrarouge au sud-ouest de galaxie Messier 87. Celui-ci est dû à une population d'étoiles faisant partie de la branche des géantes rouges, qui sont toutes des étoiles intra-amas. Si cet excès lumineux est entièrement dû aux étoiles de la branche asymptotique des géantes, cela implique qu'elles ont un âge d'environ 2 milliards d'années, même s'il pourrait être encore plus ancien. La fonction de luminosité de ces étoiles suggère également que la plupart des étoiles intra-amas sont modérément riches en métaux (avec une métallicité moyenne de -0,8 < [Fe/H] <-0,2), un résultat cohérent avec celui attendu pour des étoiles qui ont été dépouillées de la plupart de leur masse par les effets de marée des galaxies environnantes. De plus, une comparaison avec la population de nébuleuses planétaires (voir ci-dessous) a également ce point de vue, bien que l'existence d'une population plus pauvre en métaux (provenant des galaxies naines dépouillées) ne puisse être exclue.

### Nébuleuses planétaires
La lumière intra-amas est potentiellement d'un grand intérêt pour les études de l'évolution des galaxies et des amas de galaxies. Récemment, de nombreux progrès ont été réalisés dans l'étude de la lumière intra-amas des étoiles. Des étoiles individuelles, donc dites intra-amas, des nébuleuses planétaires et des géantes rouges ont été découvertes dans l'amas de la Vierge. Ces étoiles intra-amas promettent d'étudier en détail la cinématique, la métallicité et l'âge de la population stellaire intra-amas dans les amas de galaxies proches et ainsi de découvrir l'origine de cette composante stellaire diffuse et les détails de l'origine de l'amas.
La plupart d'entre elles ont été détectées via l'instrument Hyper-Surpime-Cam installé sur le télescope Subaru. Elles rayonnent la plupart de leur lumière dans les raies d'émissions de gaz ionisés, tels que l'hydrogène alpha et l'oxygène doublement ionisé. Leur âge est légèrement plus gros que les géantes rouges, qui sont leurs progéniteurs, et ont donc plus de 2 voir 3 milliards d'années pour la grande majorité. Elles servent notamment à étudier la distribution des étoiles intra-amas (comme les géantes rouges lumineuses), puisqu'elles sont faciles à distinguer du reste des étoiles et que leur décalage vers le rouge est facile à mesurer, étant donné leur domaine d'émission.
Grâce à celles-ci, des lacunes et des régions de forte densité ont pu être identifiées, notamment au centre de l'amas de la Vierge ou, grâce aux nébuleuses planétaires, une distribution in-homogène des étoiles intra-amas a pu être observée. Elles ont également servi à étudier l'évolution de l'amas de la Vierge et de son environnement dynamique, puisqu'en remontant dans les décalages vers le rouge, on peut observer l'évolution des propriétés de ces nébuleuses dans le temps, et ainsi en dériver, grâce à des observations de nébuleuses planétaires extra-amas, les propriétés de l'environnement de ces dernières.

### Binaires X à faible masse
Les observations du télescope spatial Chandra et télescope spatial Hubble de 11 galaxies de type précoce ont permis de découvrir un grand nombre de binaires à rayons X de faible masse, sous la forme d'une population d'astre. Les observations montrent que ces binaires X se situent majoritairement dans des amas globulaires (GC). Les GC plus massifs, de couleur plus rouges et de morphologie plus compacts sont plus susceptibles de contenir des binaires X de faible masse, contrairement aux GC galactiques, qui ne sont pas assez âgés (estimé à 2,5 milliards d'années) pour que les binaires X se forment.
Une analyse approfondie fournit des preuves solides que la formation dynamique et la métallicité jouent les rôles principaux dans la détermination de la présence des binaires X dans les GC extragalactiques. Les GC sont également connus pour abriter une grande quantité d'étoiles à neutrons et de trous noirs, nombre qui semble augmenter au fur et à mesure que la masse du GC s'accroît. Une cause supplémentaire de la présence des binaires X pourrait être les effets des vents stellaires ainsi que le freinage magnétique causé par les étoiles pauvres en métaux.

### Magnétars
En 2005, L. Stella et al. publient des travaux de recherches concernant plusieurs sources de rayons X et gamma, se situant toutes dans l'amas de la Vierge. Il y a de plus en plus de preuves que deux classes de sources de haute énergie (X et gamma), les répéteurs gamma mous et les pulsars à rayons X anormaux, tirent leurs émissions des magnétars à rotation lente, dont l'intensité du champ magnétique est généralement mesurée à 1015 G. Cette classe de pulsars peut être une source énorme d'énergie, énergie libérée via une éruption géante qui survient à la surface de l'astre. Un exemple concret est le 27 décembre 2004, jour où le magnétar lent SGR 1806-20 a émis, en quelques heures, une énergie surpassant les 5 × 1046 erg/s-1.
Ces astres connaissent un magnétisme toroïdal. Les champs générés par le magnétisme toroïdal sont produits dans le cœur des étoiles à neutrons à rotation différentielle immédiatement après leur formation, si leur période de spin initiale (période de rotation) est de l'ordre de quelques millisecondes. Une déformation interne de l'étoile à neutrons est induite par ces champs magnétiques et, à condition que l'axe de déformation soit décalé par rapport à l'axe de spin, un magnétar à rotation rapide se formerait ainsi. Celui-ci rayonnerait pendant quelques semaines sous la forme d'un signal d'onde gravitationnelle intense, dont la fréquence (gamme 0,5 à 2 KHz) diminue dans le temps. Le signal d'un jeune magnétar pourrait être détecté avec des détecteurs avancés de classe de LIGO et VIRGO jusqu'à la distance de l'amas de la Vierge. On s'attend à ce que des magnétars se forment dans la Vierge à un rythme de 1 Mg/an-1. Si une fraction d'entre eux ont des champs magnétiques internes suffisamment élevés, alors les magnétars nouveau-nés constituent une nouvelle classe prometteuse d'émetteurs d'ondes gravitationnelles.

### Céphéides
En 1997, H. Böhringer et al. ont découvert une très grande population d'étoiles variables céphéides dans l'amas de la Vierge. Celles-ci ont été découvertes pendant que H. Böhringer et al. étaient en train de mesurer la distance de l'amas de la Vierge, car les céphéides permettent de mesurer la distance des objets dans lesquels elles se situent (cf. Céphéide). La mesure des distances précises des galaxies par les observations des céphéides jusqu'à la distance de l'amas de la Vierge est importante pour la détermination de la constante de Hubble.
L'amas de la Vierge est ainsi souvent utilisé comme un sujet de mesure de la constante de Hubble. La première mesure par le télescope spatial Hubble de la distance de l'amas de la Vierge, à l'aide de variables céphéides situées dans la galaxie spirale Messier 100, a fourni une valeur de 80 ± 17 km/s-1. Cette mesure a été précédée d'une étude au sol de la galaxie NGC 4571 qui a formellement fourni 87 ± 7 km/s-1. Ces déterminations reposent sur la précision avec laquelle la position de cette galaxie spirale observée peut être localisée par rapport au centre de l'amas de la Vierge. Cette incertitude introduit une erreur majeure dans la détermination de la constante de Hubble, ainsi que l'incertitude dans la vitesse de chute du groupe local vers l'amas de la Vierge. La mesure sur NGC 4571, faite à l'aide de la caméra haute résolution (HRCam) du télescope Canada-France-Hawaii, montre qu'elle est peu distante de Messier 87, puisque sa vitesse de 342 km/s-1 ne peut être expliquée que par cela. Cette information implique que les céphéides sont situées proches du centre et donc de Messier 87.

## VIRGOHI21
VIRGOHI21 est un halo de matière sombre situé dans l'amas de la Vierge. Cet objet a la taille d'une galaxie, mais ne contient aucune étoile visible. Il a été détecté au radiotélescope dans la bande des fréquences dites HI de l'hydrogène neutre (21 cm de longueur d'onde). Cette découverte serait une des premières confirmations de la théorie de la matière sombre, qui postule entre autres que cette matière s'accumulerait en galaxies, et même en amas de galaxies, comme la matière ordinaire, dite « lumineuse ». Ce halo a une masse de l'ordre de 100 millions de masses solaires, et est situé à 50 millions d'années-lumière de la Terre. L'hydrogène détecté dans VIRGOHI21 ne représente pas plus d'un millième de la masse totale du halo, qui a été déduite de sa vitesse de rotation.
D'autres galaxies peu lumineuses comportent de l'hydrogène, avec probablement peu de matière sombre et peu ou pas d'étoiles. En conséquence, elles sont très « légères » et ne sont, ni plus ni moins, que de grands nuages d'hydrogène diffus. Les halos de matière sombre, comme VIRGOHI21, ont des masses beaucoup plus grandes, tout en comportant très peu de matière ordinaire (la matière « ordinaire » est composée de baryons). C'est ce qui explique que ce halo ne contienne apparemment aucune étoile. D'autres candidats de halos de matière sombre ont été détectés auparavant, mais VIRGOHI21 est la première à ne contenir aucune d'étoile. Elle est aussi celle qui contient, et de loin, le plus haut pourcentage de matière sombre. Le débat reste ouvert quant à la quantité de matière sombre que contiendrait l'univers. Certaines estimations prétendent qu'il pourrait y avoir plus de galaxies de matière sombre que de galaxies ordinaires. La matière sombre compose la majorité de la masse de l'univers, et est également présente dans les galaxies « normales ». C'est Fritz Zwicky, en 1931, qui, en trouvant une différence entre la masse de l'amas de Coma et celle des galaxies qui le composent, a suggéré le premier l'existence d'une matière sombre, hypothèse étayée depuis les années 1970 par de nombreuses autres observations.
La plupart des cosmologistes pensent maintenant que les galaxies ont été d'abord formées de matière sombre après le Big Bang. La masse des galaxies sombres a par la suite attiré l'hydrogène pour former les galaxies visibles. En 2008, une équipe française du CEA-CNRS annonce, sur la base d'une simulation numérique, que VIRGOHI21 n'est en réalité qu'un simple nuage de gaz échappé de la galaxie spirale NGC 4254 toute proche. Il y a 750 millions d'années, une collision avec M98, pourtant aujourd'hui située à 1 million d'années-lumière, aurait arraché suffisamment de matière à NGC 4254 pour former VIRGOHI21.

## Sursaut radio rapide
Le taux d'apparition des sursauts radio rapides (FRB) en direction des amas de galaxies sont des évènements très rares, particulièrement dans l'amas de la Vierge. Le 18 mai 2017, le premier sursaut radio détecté dans l'amas de la Vierge est observé. Celui-ci, nommé FRB 180417 (désignation des sursauts radio), est un sursaut particulièrement fort (luminosité intrinsèque de 6,5 × 1039 erg/s) et a été détecté par le Australian Square Kilometre Array Pathfinder (abrégé en ASKAP). Au cours de 300 heures d'observations dans l'amas de la Vierge, FRB 180417 fut observé pendant moins d'une seconde, puis son émission s'est arrêtée. Un suivi optique de l'événement, fait à l'aide du réseau de télescopes PROMPT (en) n'a révélé aucune nouvelle source optique jusqu'à une magnitude apparente de 20,1.
Il est fortement possible que FRB 180417 se soit produit derrière l'amas de la Vierge, car la contribution du halo de matière noire et du milieu intra-amas aurait pu être observée, ce qui n'est pas le cas, et il n'y a pas de galaxies appartenant à la Vierge dans la ligne de visée. Aucune rafale répétée n'a été détectée à partir de l'emplacement cible et aucune source n'y est associée.

## Microlentilles gravitationnelles
La position de la galaxie elliptique géante Messier 87 au centre de l'amas de la Vierge signifie que la densité de matière noire associée à la galaxie est assez grande. Ce système est donc un laboratoire important pour l'étude des objets sombres massifs dans les galaxies elliptiques et les amas de galaxies par microlentille gravitationnelle, complétant fortement les études des halos des galaxies spirales réalisées dans le Groupe Local.
Grâce à un relevé astronomique de M87, effectué avec l'instrument WFPC2 du télescope spatial Hubble, sur une période de 30 jours, avec des images prises une fois par jour, on découvre sept sources variables. Quatre sont des étoiles variables en quelque sorte, deux sont compatibles avec les novae classiques et une présente une excellente courbe de lumière à microlentille, bien qu'avec une couleur très bleue, ce qui implique la possibilité que la source de la lentille soit une étoile de la branche horizontale. Cela montre que les événements de microlentilles de l'amas de la Vierge ne sont pas qu'au halo de matière noire de l'amas lui-même, mais bien à d'autres types d'astres, ce qui signifie que le halo est bien moins massif que précédemment estimé, même s'il reste l'un voir le halo le plus massif jamais découvert.

## Diffusion des rayons cosmiques
En 2011, William G. Mathews et al. publient les résultats d'une observation de l'amas de la Vierge par le télescope spatial Chandra. Dans cette publication scientifique, ils montrent la présence d'une paire de lobes radio dans l'amas de la Vierge, chacun d'environ 23 kpc (∼75 000 al) de rayon. Des observations supplémentaires en onde radio montrent une transition nette entre l'émission radio (et X) des lobes radio (créées par le centre actif de Messier 87) et l'émission électromagnétique du milieu intra-amas, ainsi qu'une augmentation nette du flux radio aux bords des lobes. Cet éclaircissement radio est observé sur au moins la moitié du périmètre des deux lobes.
Ce changement de l'émission radio aux bords est sûrement due au magnétisme du champ magnétique du centre actif, qui se prolonge le long des lobes et des jets astrophysiques, magnétisme qui polarise l'émission radio et réduit considérablement le coefficient de diffusion des électrons relativistes. Au fur et à mesure que les électrons des rayons cosmiques se diffusent lentement dans le gaz de l'amas, le champ magnétique local et la densité du gaz sont réduits lorsque le gaz retourne vers le lobe radio. Des pics d'émission radio peuvent donc se produire parce que l'émission synchrotron augmente avec le champ magnétique puis diminue avec la densité d'électrons non thermiques. À plus grande échelle, une certaine réduction de la densité de gaz à l'intérieur des lobes de la Vierge, due à la pression du gaz exercé par les rayons cosmiques, doit se produire et peut être mesurable.
Plusieurs amas de galaxies proches contiennent des lobes radio non thermiques étendus qui semblent sans rapport avec les cavités de gaz. Grâce à l'imagerie radio de Owen et al. (2000), la présence des deux grands lobes radio quasi-circulaires opposés a pu être remarquée (tout comme le célèbre jet radio d'environ 2 kpc (∼6 520 al) dans le centre de Messier 87). Mathews & Brighenti ont proposé que les lobes radio de la Vierge étaient formés par des électrons relativistes qui se diffusaient à travers les parois des cavités de gaz, même si une appartenance à Messier 87 est quasi certaine, étant donné l'alignement. Finalement, la présence des lobes radio serait une structure de gaz refroidissant qui aurait interagi avec les jets de Messier 87. Cette conjecture semblait séduisante car un filament de rayons X thermique d'environ 25 kpc (∼81 500 al) de long passe en projection à travers le centre du lobe sud, suggérant que les deux se sont formés lors du même événement d'activité.
De plus, l'âge des électrons, détectés via le rayonnement synchrotron, les plus anciens et les plus éloignés dans les lobes, est estimé à 108 ans, correspond à l'âge de la phase d'activité dans Messier 87. Les électrons des rayons cosmiques diffusant librement de manière isotrope depuis le centre de l'amas, cela suggère un coefficient de diffusion de 1030 /cm2/s-1.
Un calcul simple montre que les rayons cosmiques dans l'amas de la Vierge peuvent être fortement confinés dans certaines régions denses de l'amas. Le confinement est facilité par des champs magnétiques tangents aux limites de ces régions où l'émission synchrotron diminue avec la diminution de la diffusivité des rayons cosmiques. De larges fronts de diffusion associés à une diffusion libre des électrons relativistes dans le gaz de l'amas ne sont pas présents dans celui de la Vierge, ce qui est une particularité notable. Néanmoins, la libre diffusion des électrons relativistes peut se produire dans la nature et peut être détectée par un aplatissement spectral près des bords extérieurs des lobes radio géants, car le coefficient de diffusion augmente pour les électrons relativistes plus énergétiques. Les lobes radio de la Vierge, et ceux des autres amas, sont naturellement flottants car la pression partielle supplémentaire des rayons cosmiques diminue la pression thermique du gaz (et la densité du gaz) dans le lobe pour correspondre à la pression du gaz de l'amas. Alors que ces grands lobes flottants tentent de s'élever lentement dans les couches supérieures de l'amas, ils rencontrent du gaz appartenant au milieu intra-amas qui afflue lentement en raison des pertes de rayonnement, comprimant le gaz dans les bords des lobes. Cette compression force le champ magnétique de l'amas à devenir presque perpendiculaire à la direction de compression, limitant fortement la diffusion des rayons cosmiques dans cette direction. En ce sens, la propagation des rayons cosmiques dans le gaz à grappes est autolimitée.

## Centre
En 2002, A. J. Young et al. publient un article concernant une imagerie par rayons X de Messier 87 et du noyau de l'amas de la Vierge avec le télescope spatial à rayons X Chandra. La morphologie des rayons X montre une structure à l'échelle de la seconde d'arc (d'environ 100 pc (∼326 al) à environ 50 kpc (∼163 000 al)), leur caractéristique la plus importante étant un arc de plasma allant de l'est, à travers la région centrale de M87, au sud-ouest.
Une cartographie ultérieure du Very Large Array montre que l'arc de plasma est aussi présent dans les ondes radio, se terminant par une structure en arc serré, qui suit l'arc vers l'est. En réalité, cette émission est un fossile des jets astrophysiques de Messier 87, l'émission de rayons X étant des nœuds de gaz dense et chaud, et l'émission radio provenant du lobe est de M87. Il n'y a aucune preuve de gaz chauffé par choc qui les entoure. Il existe également au moins deux bords approximativement circulaires (centrés près du noyau) dans la distribution de la luminosité des rayons X, dont les tailles sont légèrement plus grandes que les structures habituelles.
Il est possible que ces discontinuités puissent être des impulsions entraînées par l'activité de jet qui est responsable de la structure radio ; de telles impulsions se retrouvent dans des simulations numériques récentes concernant le centre actif de Messier 87 et son impact sur l'amas de la Vierge. Tous ces résultats fournissent une bonne preuve que l'activité nucléaire affecte le milieu intra-amas, puisque toutes les structures observées sont des interactions entre les jets astrophysiques de Messier 87 et le gaz dense du milieu intra-amas. L'observation de Chandra montre également que le gaz situé dans les arcs de chocs est plus froid qu'aux abords des jets, ce qui montre l'existence d'une surpression dans les arcs, ce qui force le gaz à refroidir plus vite.
L'abondance en métaux du gaz dans l'arc est plus importante que le reste du milieu intra-amas, ce qui favorise une origine dans laquelle le gaz ambiant près du noyau est entraîné par un plasma chaud éjecté du centre. Cette région froide est concentrée au nord du noyau, la location du jet, et est fortement corrélée avec la distribution des raies d'émission Hα e azote [N II].

## Galaxie la plus brillante de l'amas

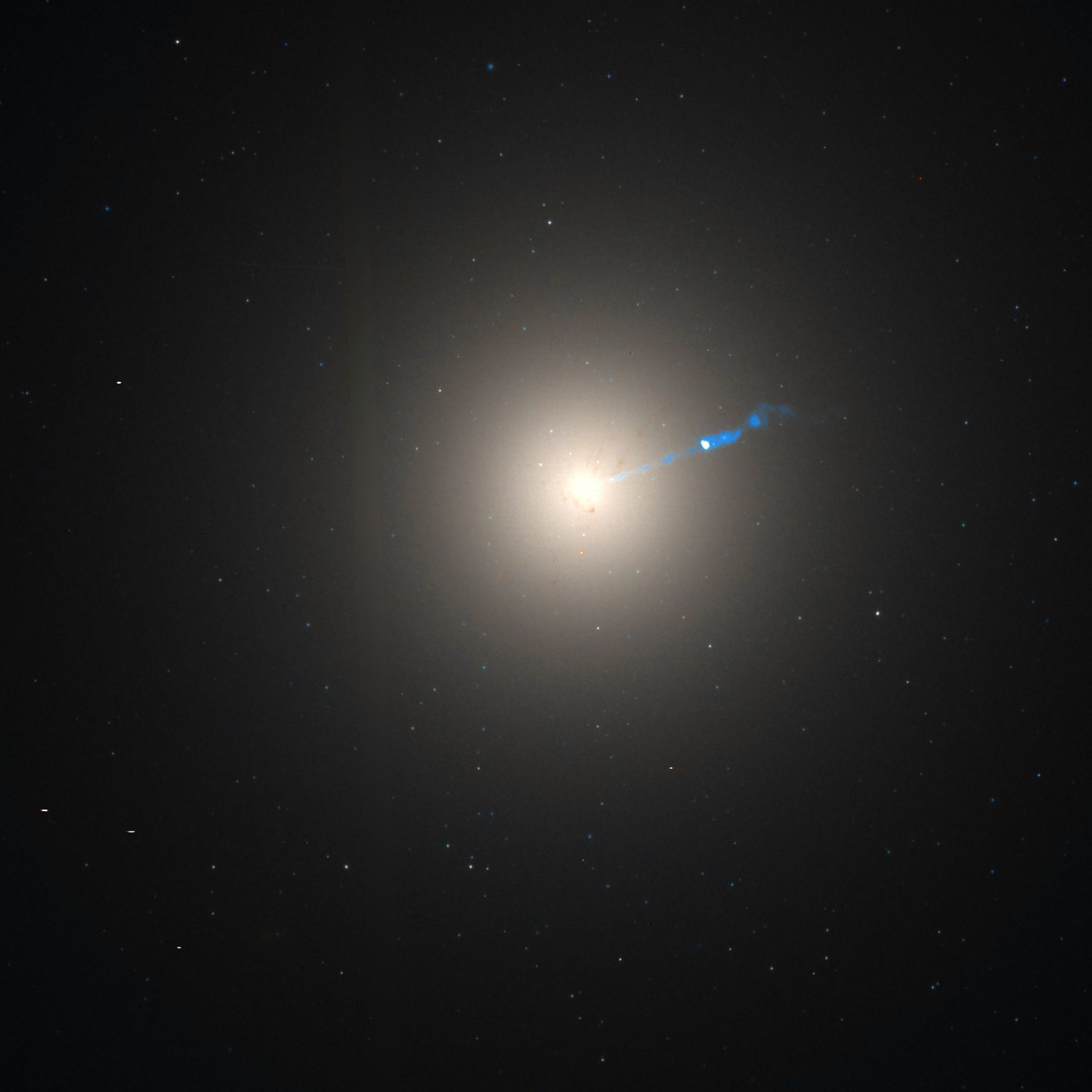
Le centre actif de Messier 87 vu par le télescope spatial Hubble dans le spectre visible.

Il est communément admis que la galaxie la plus brillante de l'amas de la Vierge est Messier 87. M87 (aussi désignée NGC 4486 et Virgo A), qui est une galaxie elliptique supergéante, est par ailleurs la galaxie la plus grande et la plus massive de l'amas de la Vierge.
Elle a été découverte en 1779 par l'astronome allemand Johann Gottfried Koehler, et elle sera ensuite ajoutée au catalogue Messier d'objets diffus par Charles Messier en 1781. Située à 15,4 ± 0,6 Mpc (∼50,2 millions d'a.l.) de la Terre, elle est moins lointaine que le centre de l'amas, qui lui est situé à environ 20 Mpc (∼65,2 millions d'al). Elle est une galaxie de morphologie E+0-1, c'est-à-dire elliptique, et elle aurait obtenu cette forme après plusieurs collisions avec d'autres galaxies. Dans son centre actif, est situé un trou noir supermassif (nommé M87*), d'une masse de 6,5 x 109 M☉, qui constitue l'élément principal d'un noyau galactique actif, une forte source de rayonnement dans toutes les longueurs d'onde, particulièrement de micro-ondes. Un jet astrophysique relativiste émerge du centre et s'étend sur au moins 5 000 années-lumière de long.
Les étoiles dans cette galaxie constituent environ un sixième de la masse totale de M87, le reste étant dû au trou noir supermassif mais surtout à la présence d'un grand halo de matière noire. Leur distribution est presque sphérique, tandis que leur densité décroît au fur et à mesure que l'on s'éloigne de son cœur. L'enveloppe galactique s'étend sur un rayon d'environ ∼ 490 000 a.l. (∼ 150 kpc). Entre ces étoiles, on trouve un milieu interstellaire diffus de gaz enrichi en éléments chimiques produits à la suite de l'évolution stellaire. Toute poussière produite au sein de la galaxie est détruite dans les 46 millions d'années par l’émission de rayons X du cœur, bien que des observations optiques aient révélé des filaments de poussière. Orbitant au sein de la galaxie, on trouve une population anormale d'environ 12 000 amas globulaires, à comparer avec les 150-200 amas globulaires de la Voie lactée.